# Matica slovenská

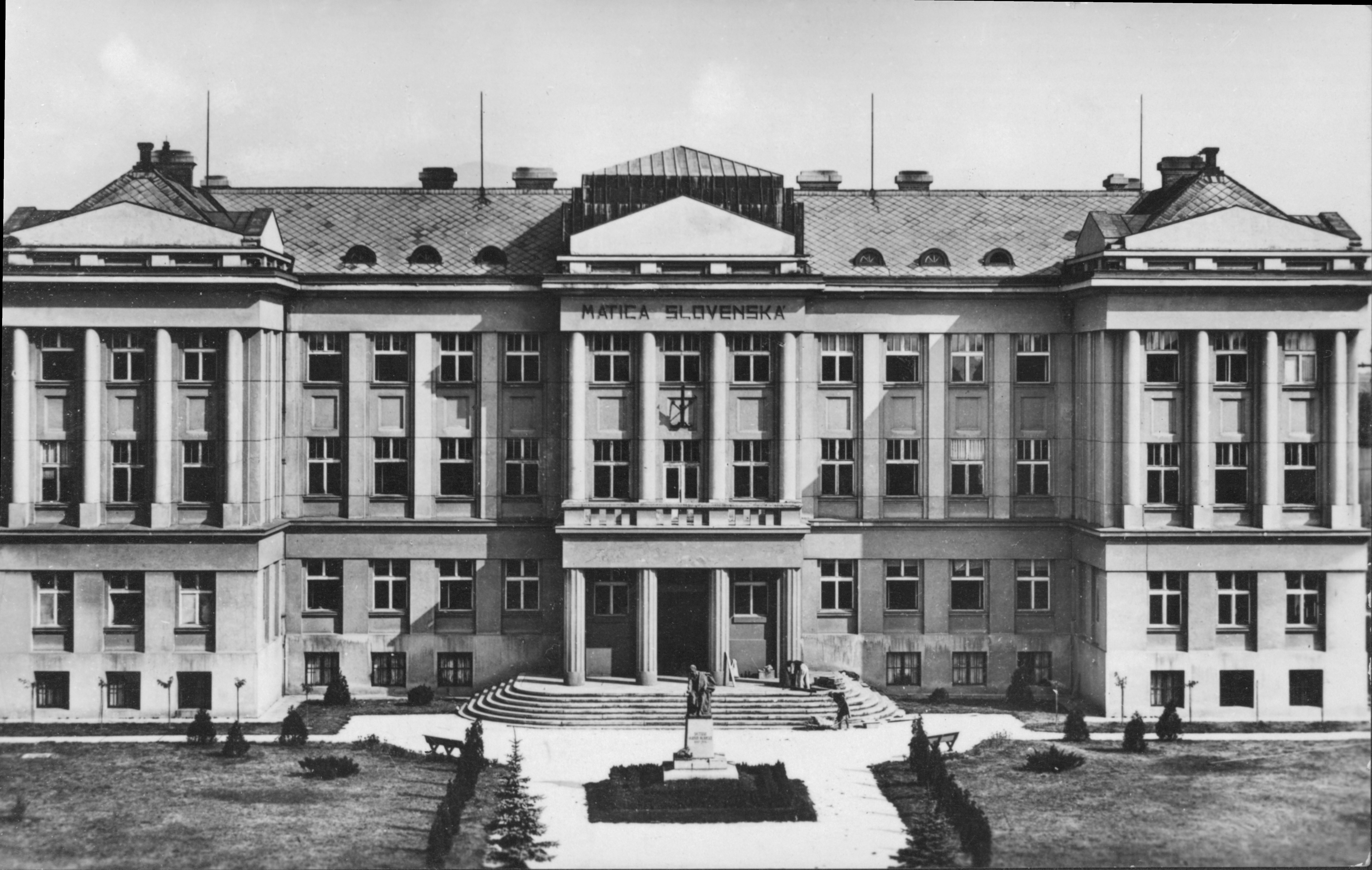
Le deuxième bâtiment de Matica slovenská à Martin

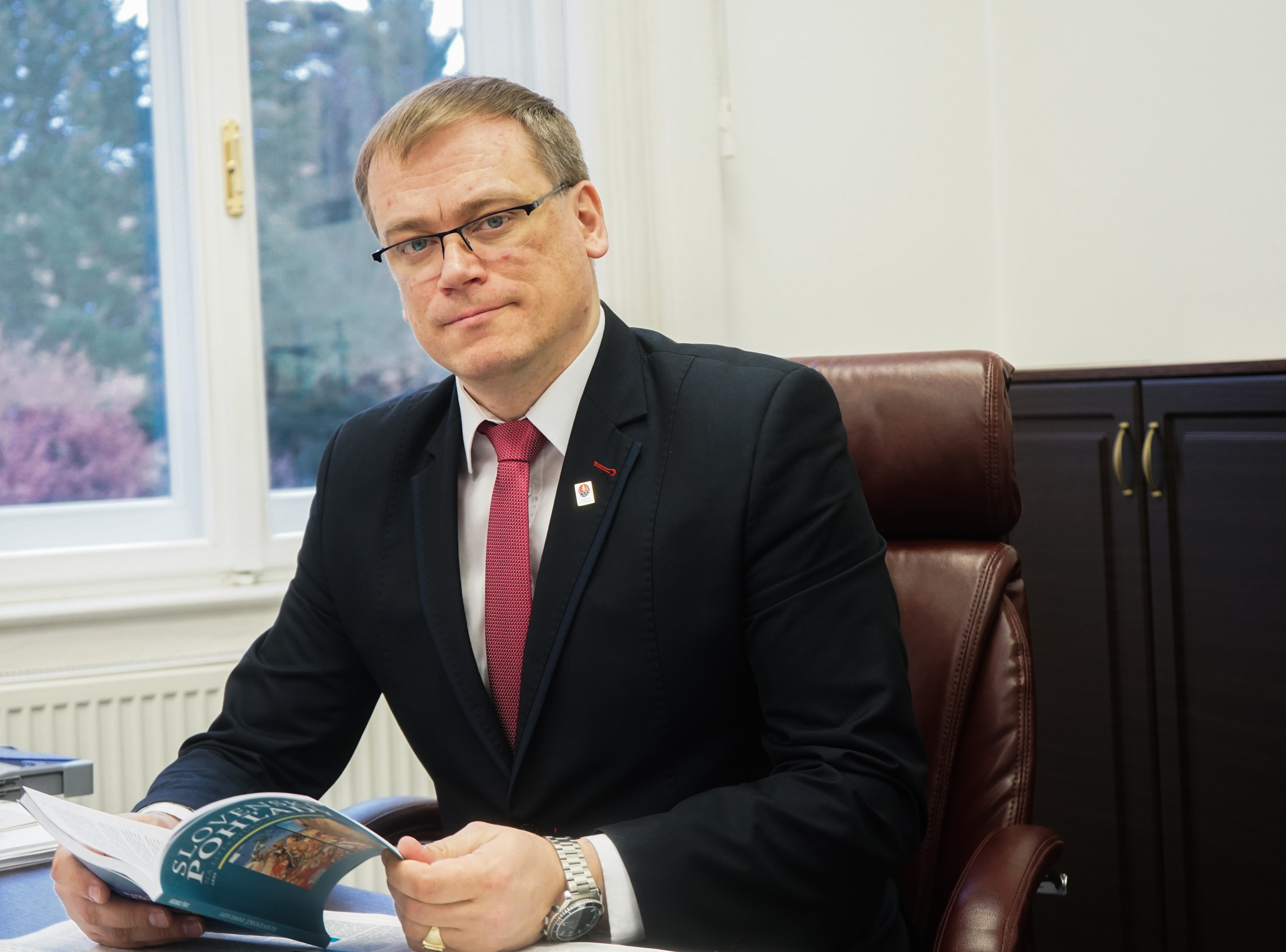
Marián Gešper, président de Slovak Matica

Matica slovenská est la plus ancienne organisation culturelle et scientifique nationale slovaque. Le siège de Matica slovenská est situé dans la ville de Martin en tant que centre de la culture nationale des Slovaques. L’organisme a été fondé en 1863, a été aboli en 1875 et a été rouvert en 1919. Matica slovenská est une personne morale. Elle établit ses unités sur le territoire de la République slovaque ainsi qu'à l'étranger. La position et l'activité de  Matica slovenská sont régies par la loi no . 68/1997 du Recueil des lois concernant Matica slovenská telle que modifiée et en vertu des statuts de Matica slovenská modifiée.

## Sa mission

Cérémonie d'ouverture du nouveau deuxième bâtiment de Slovak Matica

Matica Slovaque est une institution publique. Elle fonctionne comme une institution nationale, indépendante, non partisane, supra-confessionnelle, supra-ministérielle, scientifique et culturelle. Matica Slovaque a joué un rôle irremplaçable dans le processus d'autodétermination nationale et de protection des droits nationaux, la préservation de l'identité et le développement de la culture de la nation slovaque. La mission de Matica Slovaque au XXIe siècle est de développer systématiquement la vie spirituelle, nationale, culturelle et sociale de tous les citoyens Slovaques, ainsi que des citoyens d’autres nationalités résidant sur le territoire de la République Slovaque. Matica Slovaque développe et consolide la vie culturelle nationale de la nation slovaque, sa conscience nationale et son niveau d'éducation, tout en assurant la création et la protection du patrimoine culturel et des traditions. Elle établit une coopération entre les citoyens slovaques résidant sur le territoire de la République Slovaque, ainsi qu'avec d'autres nations à l'étranger à des fins de connaissance et d'échange des valeurs culturelles.
Matica Slovaque participe également au développement de la science, de la culture, de l'art et de l'éducation slovaques et de toutes les formes de vie spirituelle et sociale qui renforcent la conscience nationale, en particulier dans les rangs de l'intelligentsia slovaque, des étudiants et des jeunes. Elle entretient et développe une coopération spéciale avec des Maticas des nations slaves et des Maticas Slovaques opérant en dehors du territoire de la Slovaquie.

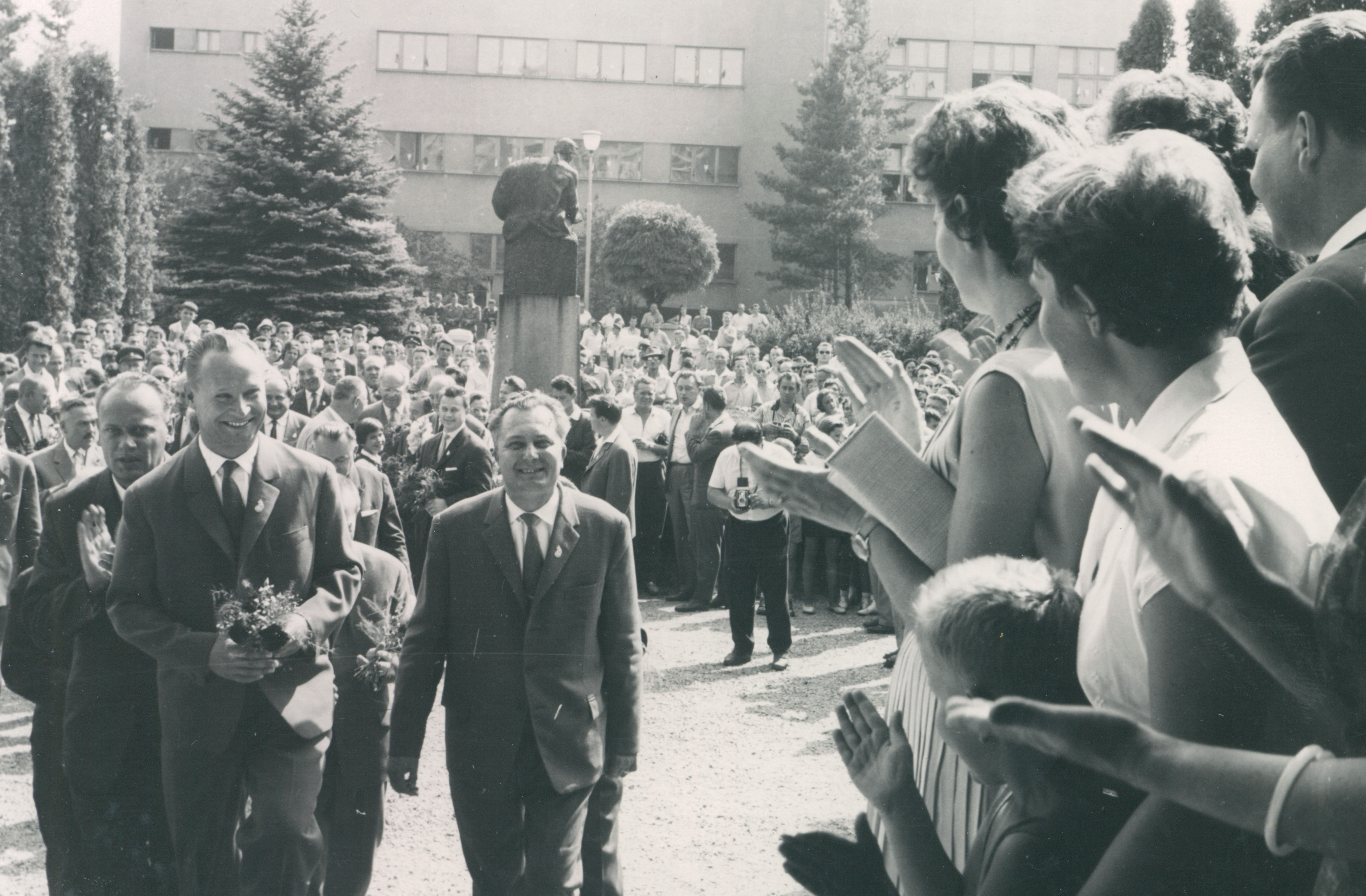
Alexander Dubček en slovaque Matica

## Objectifs de Matica Slovaque
Les principales tâches confiées à Matica Slovaque par l'État et définies dans la Loi sur Matica Slovaque comprennent notamment: la consolidation du patriotisme slovaque, l’approfondissement des relations des citoyens avec l'État slovaque; la recherche fondamentale concernant les réalités de la nation slovaque; la participation au développement de la culture locale et régionale; l’éducation  en particulier des jeunes dans les valeurs nationales, morales et démocratiques, accroître la notoriété nationale des Slovaques dans les territoires linguistiquement mixtes de la République Slovaque; renforcer, sur le territoire de la République Slovaque, les relations interculturelles des citoyens des minorités nationales et des groupes ethniques, avec la culture nationale slovaque; rassembler les créateurs et les défenseurs de la culture et de la science slovaques dans le monde; soutenir la promotion de la République Slovaque également grâce à ses propres centres d’information et de culture installés à l’étranger; développer des contacts avec les organisations européennes et mondiales sur les questions de culture, d'identité nationale, de vie spirituelle et de protection des valeurs humaines universelles; créer des fondations et recueillir des fonds, dans le pays et à l’étranger, pour soutenir la vie nationale et culturelle des Slovaques et récompenser les créateurs les plus importants issus de domaines œuvrant dans des domaines définis pour le développement de la culture et de la vie sociale; promouvoir des œuvres d'art originales slovaques, des œuvres scientifiques, culturelles, éducatives, du journalisme et des périodiques; faire connaître l'histoire et la culture slovaque et les personnalités slovaques grâce à des documentaires audiovisuels originaux; produire des informations culturelles sur ses activités via des médias; coopérer à la création de manuels dans certaines matières des sciences sociales destinées aux écoles primaires et secondaires, avec l'autorisation du Ministère de l'éducation de la République Slovaque.

## Services
- Archives de Matica Slovaque
- Siège social  de Matica Slovaque
- Département financier et économique de Matica Slovaque
- Centre d'information de Matica Slovaque
- Musée régional de Matice Slovaque
- Centres régionaux de Matica Slovaque (maisons de Matica Slovaque et bureaux régionaux de Matica Slovaque)
- Location des costumes folkloriques de Matica Slovaque
- Rédaction du magazine bimensuel Slovenské národné noviny (Journal nationalslovaque)
- Éditorial du magazine mensuel de Matica Slovaque Slovenské pohľady (Regards slovaques)
- Secrétariat du président et administrateur de Matica Slovaque
- Institut historique Slovaque de Matica Slovaque
- Institut littéraire Slovaque de Matica Slovaque
- Centre des relations nationales de Matica Slovaque
- Département technique et d'investissement de Matica Slovaque
- Siège scientifique de Matica Slovaque
- Maison d'édition de Matica Slovaque

## Siège

### Le premier bâtiment de Matica Slovaque

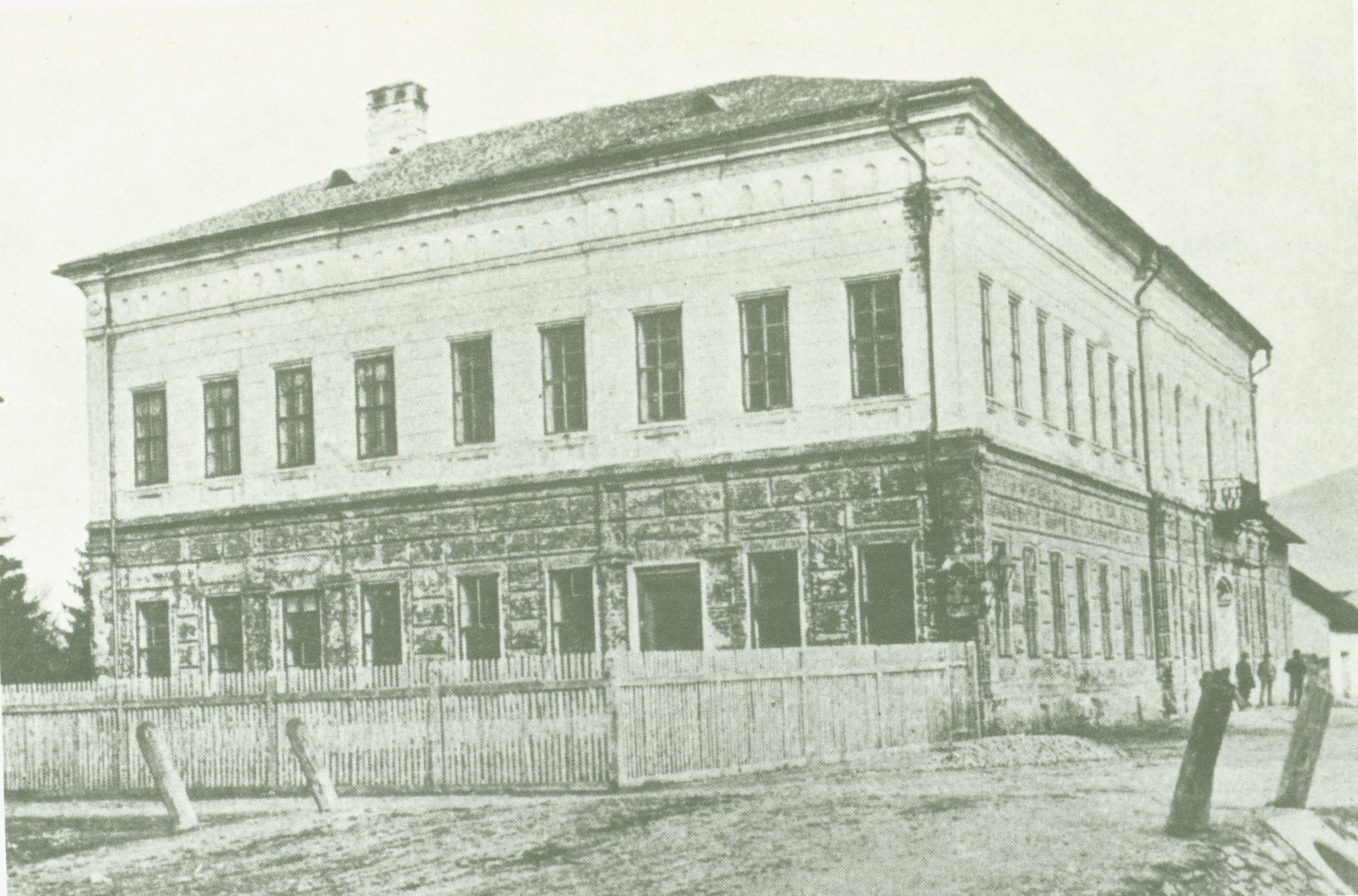
Le premier bâtiment de Slovak Matica à Martin

La construction du premier bâtiment résidentiel historique Matica Slovaque, appelé– NARODNA SVETLICA - a commencé  en 1864, selon le projet du constructeur Karol Harrer, avec les ajouts complémentaires de l'entrepreneur Ján Nepomuk Bobula. La première pierre a été posée, dans le centre de Martin, le 6 avril 1864, et elle a été scellée par le premier vice-président en exercice à cette époque, Karol Kuzmány, prêtre évangélique et surintendant. Le bâtiment, nommé Maison de Matica Slovaque, partiellement achevé, a été solennellement inauguré le 8 août 1865 et sa deuxième étape de construction a été terminée en 1869. En 1875, lorsque le ministère hongrois de l'Intérieur a aboli Matica Slovaque dans le cadre de la magyarisation forcée des nations non magyares, tous les biens de celle-ci, y compris le siège, ont été confisqués au profit de l'État hongrois. Entre 1899 et 1900, le bâtiment a été complètement achevé mais a été aménagé pour les besoins administratifs exclusifs des autorités de l'État hongrois. Après sa réouverture, le 1er janvier 1919, le siège d'origine a été restitué à Matica Slovaque par le gouvernement tchéco-slovaque, par l'intermédiaire du gouvernement ayant pleins pouvoirs pour l'administration de la Slovaquie. Cette fois, ce sont les autorités tchéco-slovaques qui s’en sont chargées, mais l’espace pour le développement de Matica semblait insuffisant. L’idée, émise en août 1919, de construire un nouveau bâtiment de Matica, plus grand et plus moderne se concrétisa en 1926, lorsque le premier bâtiment historique cessa d’accueillir le siège de Matica Slovaque. Le bâtiment est entré sur la liste des monuments culturels en 1963 et est actuellement classé monument culturel national. Aujourd'hui, la Bibliothèque nationale slovaque abrite une exposition permanente sur l'histoire de la littérature slovaque, des espaces d'exposition, des dépôts et des lieux de travail spécialisés du Musée littéraire de la Bibliothèque nationale Slovaque.

### Le deuxième bâtiment de Matica Slovaque

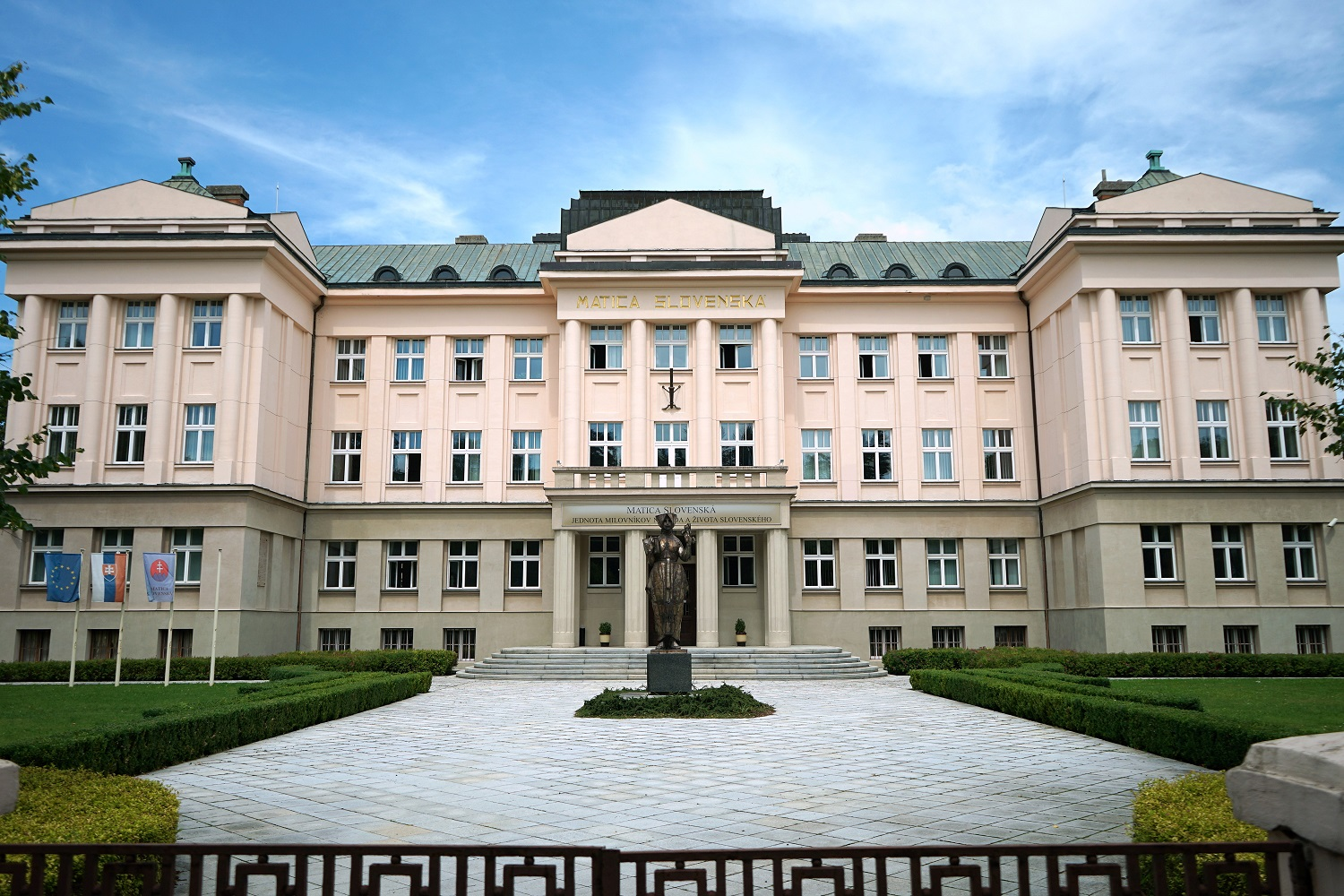
Le deuxième bâtiment de Matica slovenská à Martin (photo actuelle)

Le deuxième bâtiment de Matica Slovaque est actuellement le siège central de l'institution située rue Pavel Mudroň, dans le centre de Martin, a été conçu par l’architecte Ján Palkovič  de Martin. Les travaux de construction ont été réalisés par l’entrepreneur Stanislav Zachar, de la ville de Vrútky. La première pierre de l'édifice a été posée le 13 août 1924 lors des fêtes de Matica au mois d'août. La construction a démarré en automne 1924 et s’est terminée en février 1926. La cérémonie d'ouverture du bâtiment a eu lieu le 29 août 1926. Dans la cour devant le bâtiment, une statue du célèbre patriote et écrivain slovaque Svetozár Hurban Vajanský a été dévoilée. En 1965, cette statue a été remplacée par la statue allégorique de Matica Slovaque créée par le sculpteur académique Ján Kulich, tandis que la statue Svetozár Hurban Vajanský a été placée devant le premier bâtiment de Matica. Sur le plan architectural, le deuxième bâtiment de Matica Slovaque appartient aux bâtiments représentatifs de la ville de Martin. Des éléments caractéristiques du bâtiment, tels que de hautes colonnes, un portique, des tympans et une symétrie stricte, en font une œuvre d'architecture néoclassique. En raison de son importance sociétale, il a été déclaré monument culturel en 1963 et depuis 2002, c’est un monument culturel national y compris la clôture, le parc du jardin et la plaque commémorative des 48 personnes ayant participé au soulèvement slovaque, morts sous la torture en 1944. Dans le parc de Saint-Cyrille-et-Méthode qui entoure le bâtiment, nous pouvons trouver des bustes représentant d'importants acteurs nationaux et personnalités de Matica. Le premier buste a été dévoilé le 2 octobre 2012, à l'occasion du 250e anniversaire de la naissance du codificateur du slovaque littéraire, Anton Bernolák. Quatorze bustes d'acteurs nationaux ont été dévoilés dans l'ordre chronologique suivant:
le 2  octobre 2012 - Anton Bernolák, codificateur du slovaque littéraire.

le 2  août 2013 – le premier président de Matica Slovaque, Štefan Moyses, le premier vice-président de Matica Slovaque, Karol Kuzmány et le vice-président honoraire, Ján Francisci.

le 1er août 2014 – le leader du mouvement patriotique de la 1re moitié du XXe siècle et membre du comité de Matica Slovaque, Andrej Hlinka.

le 7 août 2015 – le leader du mouvement patriotique Slovaque au XIXe siècle et codificateur du slovaque littéraire, Ľudovít Štúr et l’écrivain, administrateur de Matica Slovaque, Jozef Cíger Hronský.

le 17 août 2016 – l’écrivain et l’acteur patriotique, Svetozár Hurban Vajanský et le fondateur de la Ligue Slovaque aux États-Unis  Štefan Furdek.

le 11 août 2017 - le premier président du Conseil national Slovaque, Jozef Miloslav Hurban et ensuite le fondateur de  Matica Slovaque et de la Ligue de Saint Adalbert (Vojtech en slovaque), Andrej Ľudovít Radlinský.

le 30 octobre 2018 – le Président de Matica Slovaque, du Parti patriotique slovaque et du Conseil national slovaque, Matúš Dula.

le 4  août 2019 – le Président de Matica Slovaque, premier président et premier superviseur général de l'Église évangélique de la confession d’Augsbourg, Ján  Vanovič.
le 23 septembre 2020 – l’administrateur à vie de Matica Slovaque, Jozef Škultéty.

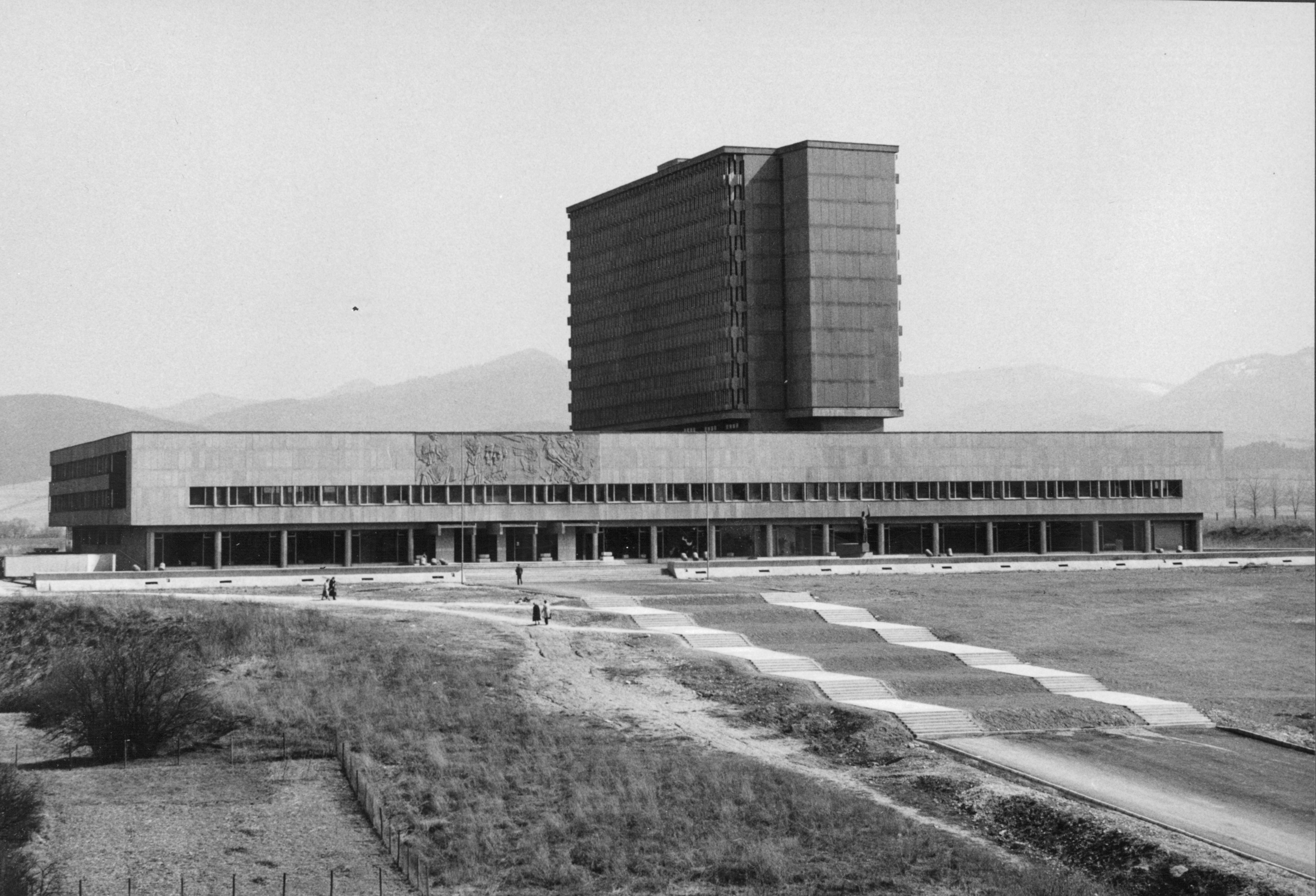
Le troisième bâtiment de registre de Slovak Matica

### Le troisième bâtiment de Matica Slovaque

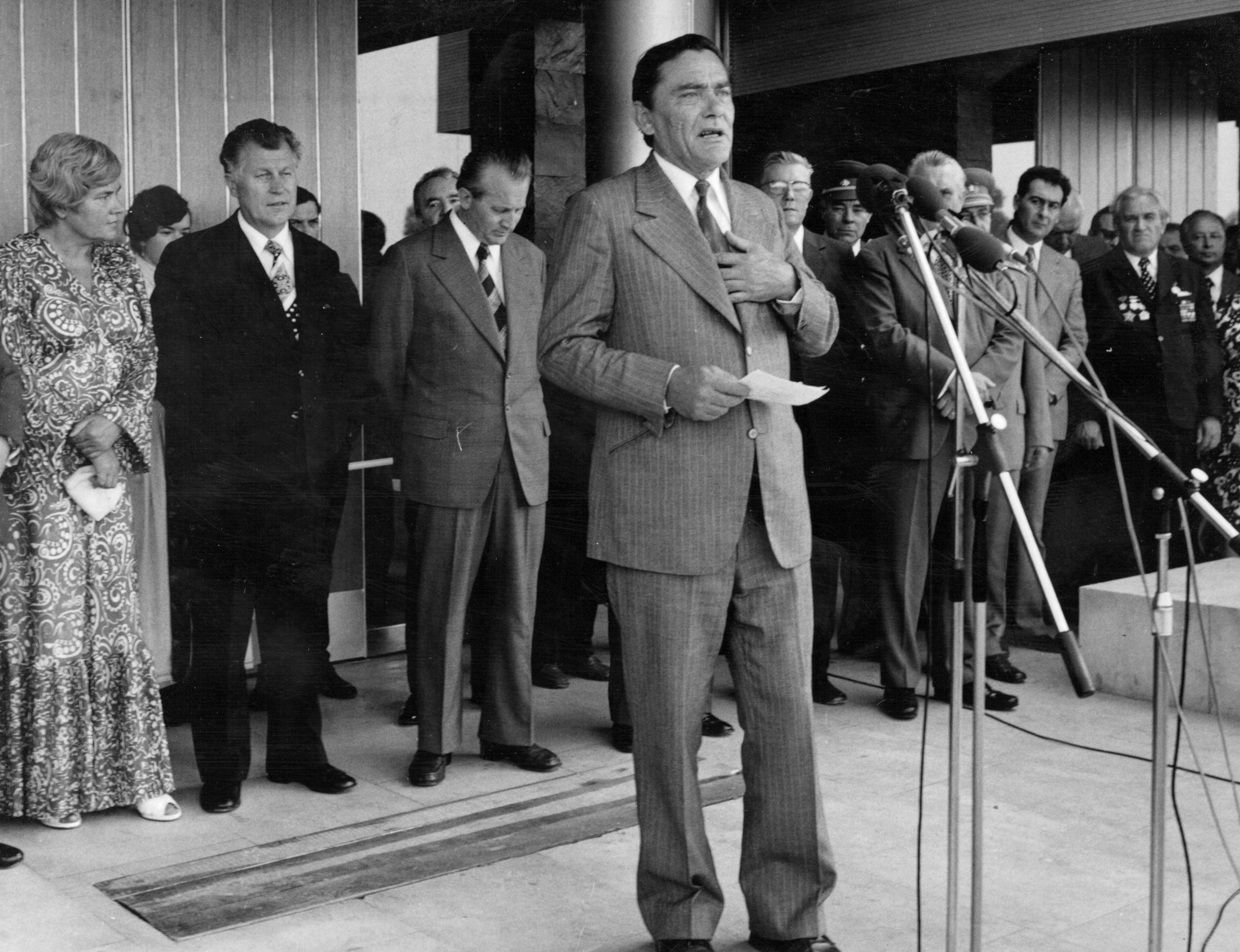
Vladimír Mináč lors de l'inauguration du troisième bâtiment Slovak Matica

La cérémonie de pose de la première pierre du troisième bâtiment de Matica Slovaque à Hostihora a eu lieu le 4 août 1963, lors des célébrations  du centenaire, organisées par Matica Slovaque. Ce nouveau bâtiment, moderne et multifonctionnel, a contribué à donner un nouveau souffle à Matica. Après l'adoption de la loi No. 183 de mai 2000 concernant les bibliothèques, la Bibliothèque nationale slovaque de Matica Slovaquea été séparée de l'institution mère et est devenue, à partir du 1er juillet 2000, une entité juridique indépendante, ayant pour siège Hostihor. Paradoxalement, en vertu de la loi, le premier et le troisième bâtiment historique ont été retirés de la structure de Matica. Le troisième bâtiment est devenu le siège de la Bibliothèque nationale slovaque et le bureau principal de Matica a déménagé au deuxième bâtiment.

Mémorandum de la Nation slovaque

## Calendarium historicum de Matica Slovaque
- 1861

Éveilleurs nationaux slovaques, fondateurs de Matica slovenska

Les 6 et 7 juin, lors de l’Assemblée nationale slovaque à Turčianský Svätý Martin, dans un programme politique connu sous le nom de Mémorandum de la nation Slovaque, la demande de création d'une institution culturelle slovaque est formulée. Le Comité permanent national confie la création de l'institution au Comité temporaire de Matica Slovaque, qui effectue toutes les étapes nécessaires en vue de sa création, rédige les premiers statuts et obtient l’autorisation officiellede la cour impériale de Vienne.
- 1863

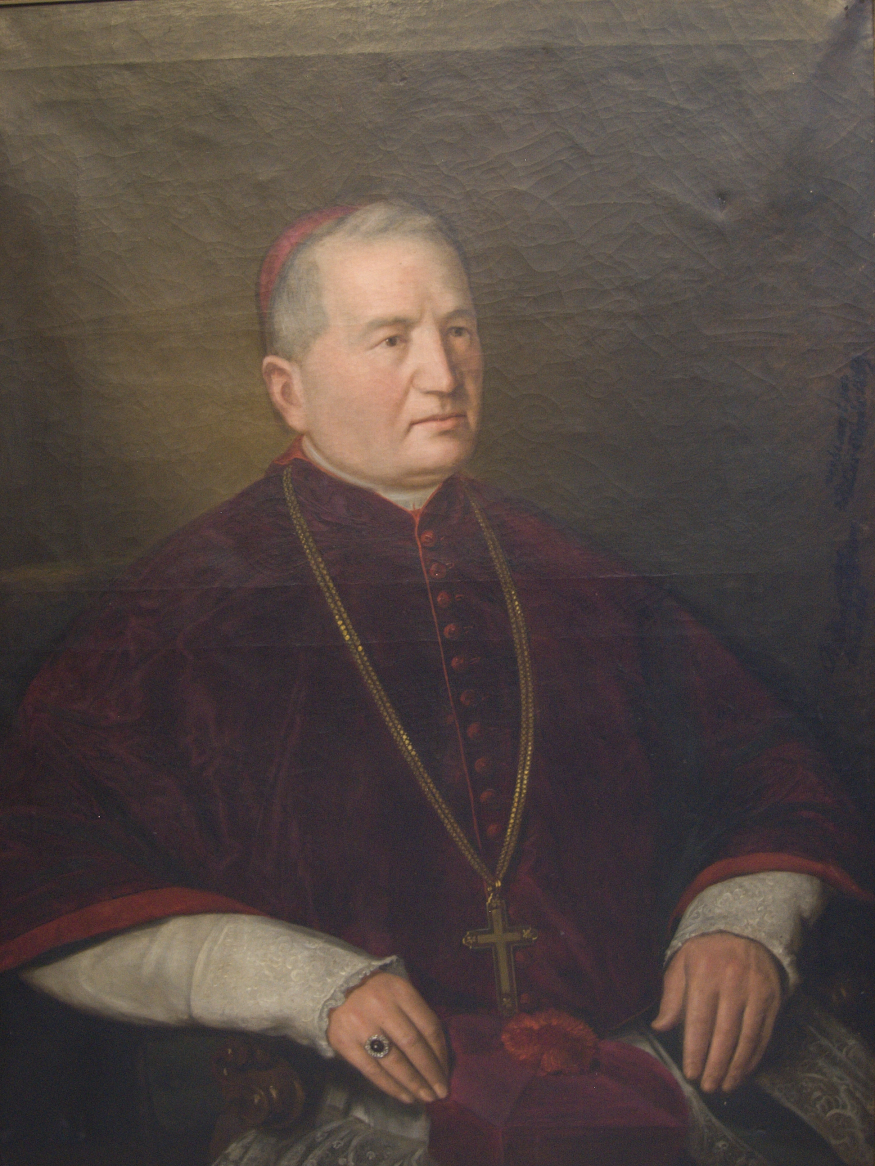
Štefan Moyses, est élu président de Matica Slovaque

Matica Slovaqueest créée lors de la première Assemblée générale inaugurale le 4 août à Martin, qui a lieu dans le cadre de célébration millénaire de l’arrivée des apôtres slaves, les frères Saints Cyril et Méthode sur notre territoire. Son objectif, dans l'esprit des idées patriotiques et chrétiennes, était d’éveiller, développer et renforcer les valeurs morales et le rayonnement de la nation slovaque; ensuite de cultiver et soutenir la littérature et les beaux-arts slovaques, enfin de soutenir le bien-être matériel de la nation slovaque et travailler à son épanouissement. L'évêque catholique de Banská Bystrica, Štefan Moyses, est élu président de Matica Slovaque et Karol Kuzmány, surintendant évangélique, premier vice-président. Les représentants les plus importants de la nation slovaque, tels que Jozef Miloslav Hurban, Michal Miloslav Hodža, Ján Francisci, Štefan Marko Daxner, Viliam Pauliny-Tóth, Adolf Dobriansky et d'autres personnalités travaillent activement aááu sein du premier comité de Matica.
- 1864

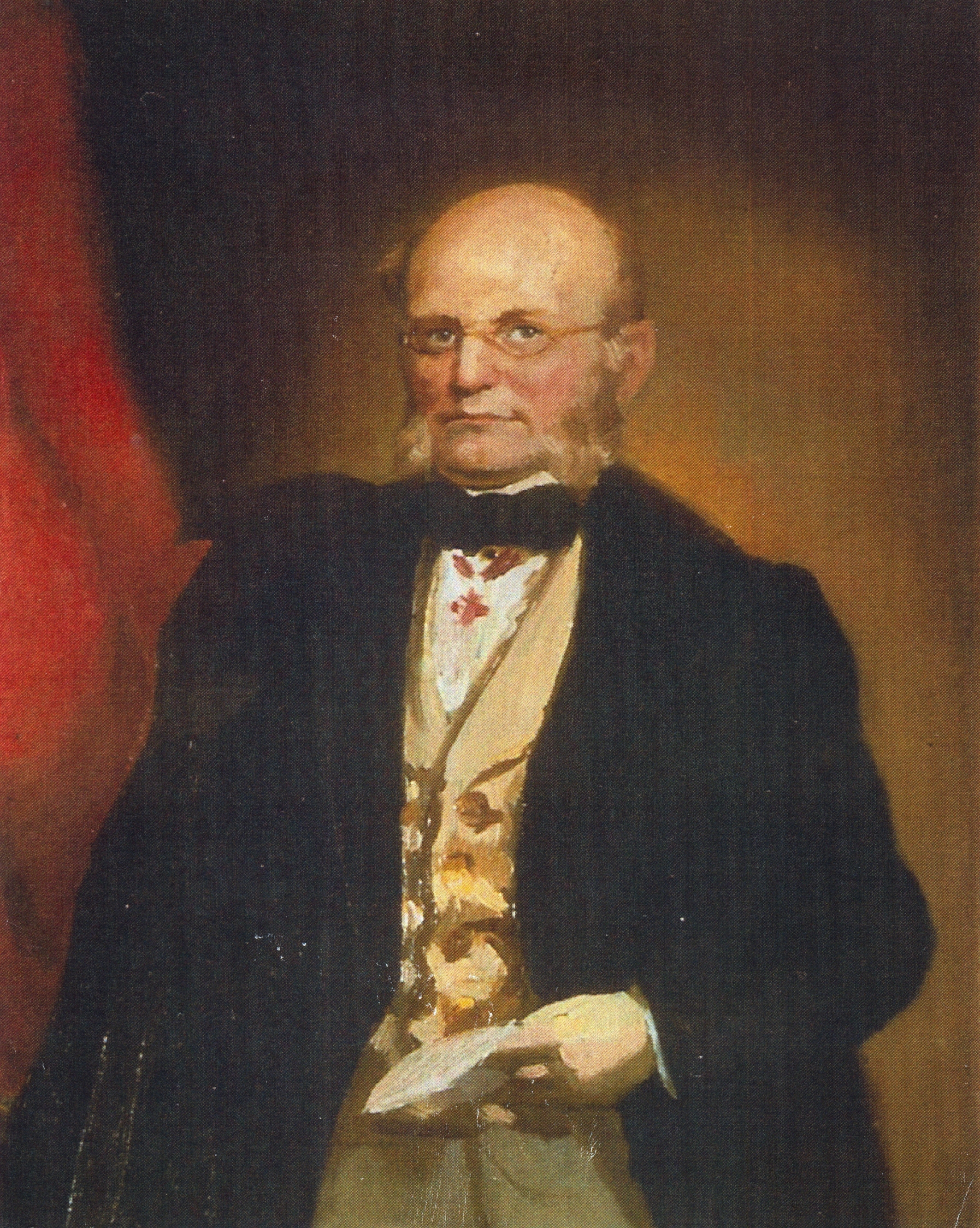
Karol Kuzmány, surintendant évangélique, premier vice-président

Par décision de la 2e Assemblée générale, Matica Slovaque adopte, pour l'impression de toutes ses publications et documents, la norme linguistique slovaque de Štúr, codificateur du slovaque littéraire (selon la réforme de Martin Hattala), ainsi que les caractères latins.
- 1865

Národná svetlica, le premier bâtiment de Matica Slovaque à Martin, est inauguré le 8 août, lors de la 3e Assemblée générale. Sa construction est financée par des quêtes nationales en kreuzer (grajciar - la monnaie de l’époque).
- 1866

Le 12 octobre, l’empereur autrichien François-Joseph Ier, après sa défaite dans la guerre contre la Prusse, reçoit la délégation de Matica à Vienne conduite par Viliam Pauliny-Tóth, qui a exprimé son allégeance au monarque pour la Matica et la nation slovaque. Les délégués lui ont également remis le diplôme de membre fondateur de Matica, que le monarque a accepté.
- 1869

La Ligue participative de l’imprimerie est fondée à Martin le 3 mars. Son principal objectif est de créer des conditions favorables à la publication de la presse slovaque et de celle de Matica dans le domaine du livre. Le premier président de Matica Slovaque, l'évêque Štefan Moyses de Banská Bystrica (né le 24 octobre 1797) dans la ville de Sainte Croix (aujourd'hui Žiar nad Hronom), meurt le 5 juillet le jour de la fête des Saints Cyrille et Méthode.
- 1873

Viliam Pauliny-Tóth, vice-président de Matica Slovaque, et son secrétaire František Víťazoslav Sasinek, répondent aux attaques de la part des politiciens du gouvernement, des responsables, et d’autres personnes et de la presse, motivées par les chauvinistes magyars contre le mouvement de Matica par un discours d’apologie: Pro memoria Matica Slovaque, imprimé par la Ligue participative de l’imprimerie, qu’ils adressent au Premier ministre hongrois József Szlávy.
- 1875

Le 12 novembre, le gouvernement hongrois met fin aux activités de Matica Slovaque. Il lui confisque tous ses biens et, en 1855, les fonds sont offerts à l’Association renégate hongroise régionale Slovaque pour la magyarisation des Slovaques et les collections du musée de Matica sont distribuées aux musées du comitat. Dans les années 1863 à 1875, Matica Slovaque développe de vastes activités de collection, d'édition, d'éducation et de science. Elle rassemble des collections d'archives, des livres et des œuvres d’art de bibliothèques et de musées. Elle publie 82 volumes, de plus les 12 premières années de la revue scientifique slovaque: Annales de Matica Slovaque (Letopis Matice slovenskej). L’institution  finance des bourses destinées à des chercheurs et des étudiants slovaques, établit des contacts dans un cadre national et international avec des institutions culturelles et des Maticas slaves, telles que serbe (srbská) (1826), tchèque (česká) (1831), illyrienne (illýrska) (1842), sorabe (lužicko-srbská) (1847), russo-galicienne (holíčsko-ruská)(1848), morave (moravská) (1849) et slovène (slovinská) (1864). Les tentatives répétées pour rétablir les activités de Matica Slovaque après sa fermeture en novembre 1875 échouent. Cependant, d'autres associations culturelles d'envergure nationale perdurent, en particulier Živena (1869), l'Association participative de l’imprimerie (Kníhtlačiarsky účastinársky spolok) (1869), la Ligue de Saint Adalbert (Spoloksv. Vojtecha) (1870), la Chorale Slovaque (Slovenský spevokol) (1872) et la Société des musées Slovaques (Muzeálna slovenská spoločnosť) (1893).
- 1893

Le compatriote militant et le prêtre catholique romain Štefan Furdek fonde Matica Slovak aux USA à Chicago. Il initie le développement des associations culturelles, ecclésiastiques et des écoles des expatriés Slovaques aux États-Unis. Furdekest également le premier président de la Ligue Slovaque en USA (1907), qui était l'organisation-cadre des associations d'expatriés des Slovaques.
- 1919

Hviezdoslav prend la parole lors de la célébration de la renaissance de Matica slovenska

Après la création de la République tchéco-slovaque, le ministre du gouvernement, habilité à administrer la Slovaquie, Vavro Šrobár, publie le 1er janvier le décret sur la reprise des activités de Matica Slovaque. L'Assemblée générale se tient le 5 août à Martin. Pavol Országh Hviezdoslav, František Richard Osvald, Matúš Dula (président du Conseil national Slovaque 1918-1919) et Vavro Šrobár sont élus présidents, Jozef Škultéty et Jaroslav Vlček sont devenus les administrateurs. Matica poursuit ses précédentes activités : scientifiques, éducatives, de collection et  d'édition. Les membres commencent à s'organiser dans les antennes locales de Matica Slovaque. Historiquement, la première succursale locale de Matica Slovaque est créée le 2 novembre à Martin. À la fin d’année, en deux mois, neuf antennes locales de Matica Slovaque sont fondées en Slovaquie.
- 1920

Lors de la 2e Assemblée générale de Matica Slovaque, le 25 août 1920, les départements scientifiques de Matica sont constitués. Les départements d'Histoire, de Linguistique et d'Ethnographie sont instaurés en premier. Ils sont progressivement rejoints par le département des Beaux-arts (1921), de Littérature et d’Histoire (1922), de Pédagogie (1926), de Sciences Naturelles (1927), de Philosophie (1941) et de Sociologie (1944).

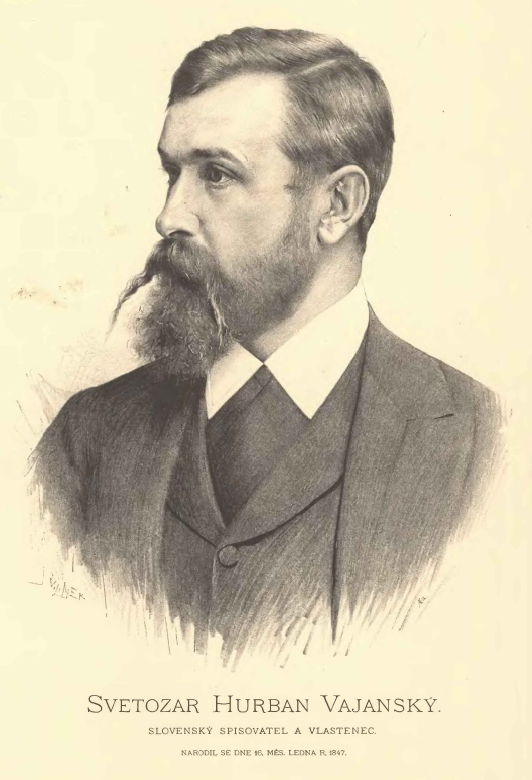
Svetozar Hurban Vajanský

- Svetozar Hurban Vajanský1922

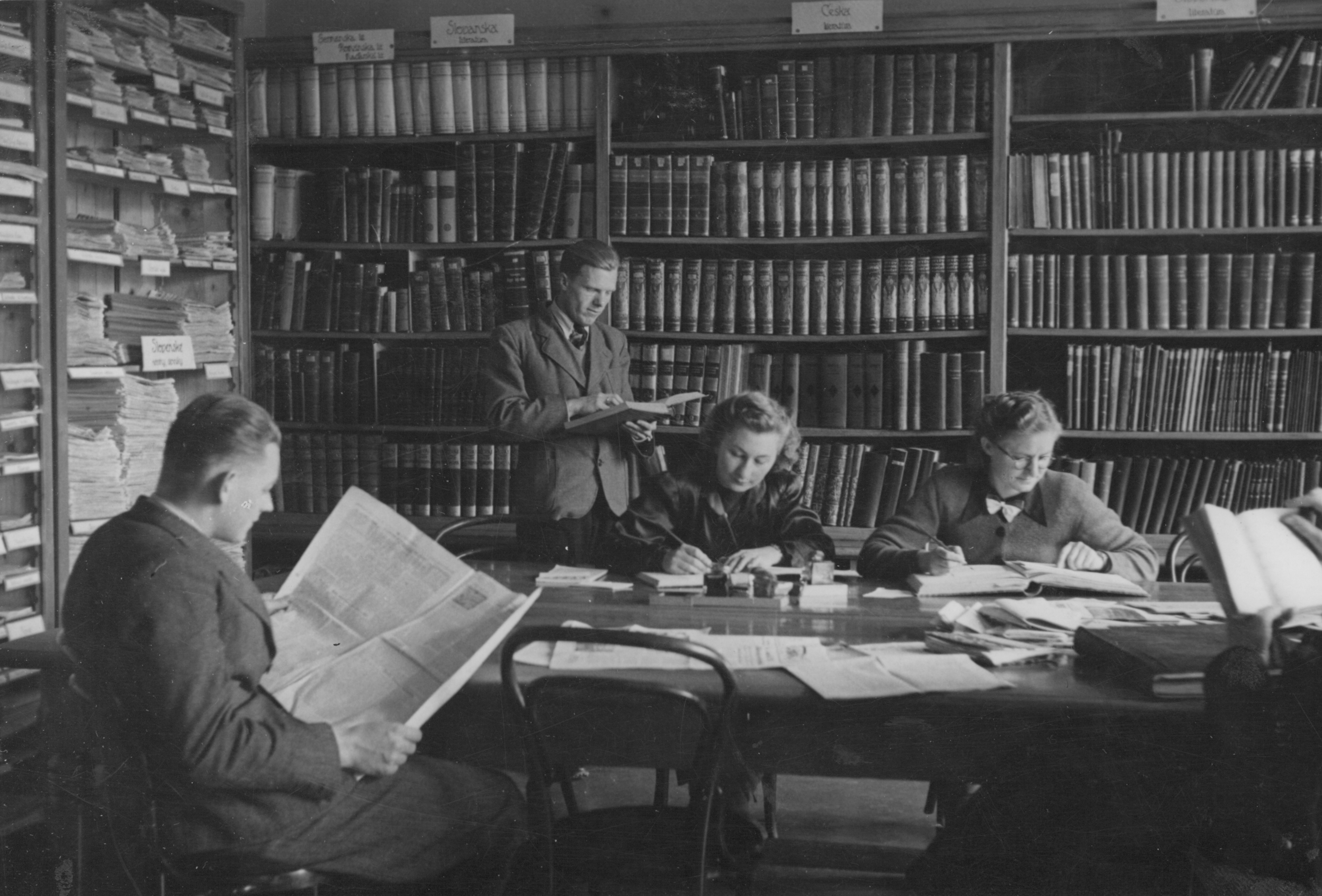
Salle d'étude de la Bibliothèque de Matice slovaque 1941

Matica Slovaque prend le relais de la publication du plus ancien magazine culturel Slovaque et européen : Regards slovaques (Slovenské pohľady), fondé par Jozef Miloslav Hurban en 1846 et réédité par Svetozár Hurban Vajanský et Jozef Škultéty en 1881. À l'initiative de Matica Slovaque, le Centre des théâtres amateurs Slovaques est créé à Martin.
- 1926

Le 29 août, le deuxième bâtiment de Matica Slovaque à Martin est solennellement inauguré. La cérémonie réunit entre 15 et 20 000 personnes. Sur le plan architectural, le bâtiment résidentiel actuel de Matica Slovaque est l'une des structures architecturales les plus représentatives de la ville de Martin. Le bâtiment est à la fois le siège actuelde Matica Slovaque et un monument culturel national.
- 1932

L'Assemblée générale du 12 mai influence considérablement la direction future de Matica Slovaque, en particulier dans le cadre de la lutte pour les Règles de l'orthographe Slovaque. L’institution  se concentre sur le programme national, intensifie la recherche scientifique et développe une riche activité éditoriale.
- 1940

Le 12 février, le ministère de l'Éducation et de l’Instruction nationale de Bratislava  approuve les nouvelles règles de l'orthographe Slovaque sans vocabulaire tchèque ou à tendance tchèque. Le nouveau code est élaboré et publié par Matica Slovaque et son département des langues (éditeur Anton Augustín Baník). Lors de l'Assemblée générale de Matica Slovaque à Prešov le 12 mai, Jozef Škultéty devient administrateur honoraire à vie. L'assemblée Slovaque a élu Jozef Cíger Hronský comme nouvel administrateur de Matica, et Ján Marták, Stanislav Mečiar et Jozef Cincík comme secrétaires. Le nouvel administrateur de Matica Slovaque rejette la proposition du gouvernement selon laquelle l'appartenance à la Matica entraîne automatiquement l’appartenance au Parti patriotique Slovaque de Hlinka.
- 1941

À l'initiative de Matica Slovaque, la Bibliothèque nationale Slovaque est créée le 1er mai à Martin. Sa tâche principale est d'acquérir et de préserver la presse concernant les Slovaques et la Slovaquie.
- 1943

Au nom du comité de Matica, Neografia – la Ligue participative d’édition est fondée à Martin comme l'une des entreprises d’édition les plus modernes d'Europe.
- 1944

Le 29 août 1944, le soulèvement national Slovaque éclate comme l'une des résistances armées les plus importantes de l'Europe occupée par les nazis. Des milliers de membres et de responsables de Matica Slovaque prennent part aux événements des insurgés, notamment Ján Marták, Július Barč-Ivan, Alexander Hirner, František Oktavec, Vavro Šrobár, Laco Novomeský et les plus jeunes Vladimír Mináč, Roman Kaliský et Eva Kristínová.
- 1945

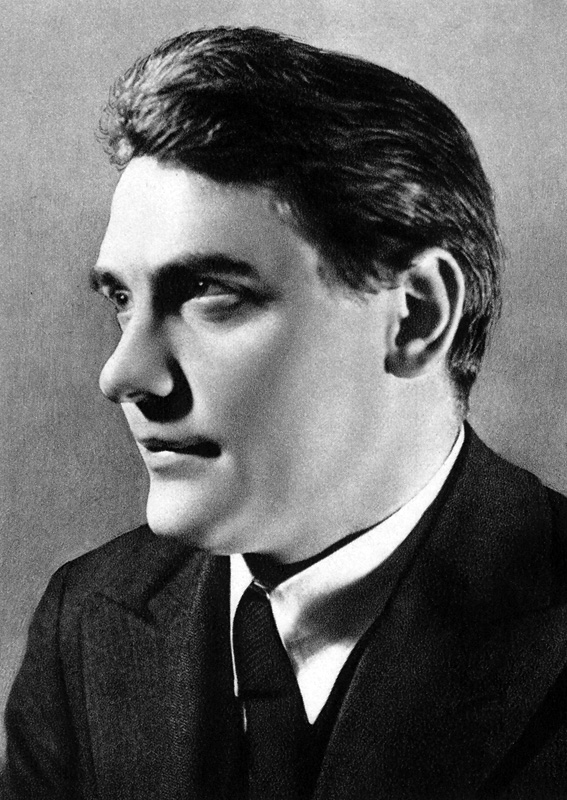
Ladislav Novomeský, écrivain, homme politique, homme politique culturel et président de Matica slovenská après 1945 et dans les années 1960

Le 25 janvier, plusieurs employés et fonctionnaires de premier plan quittent la Matica Slovaque à Martin: Jozef Cíger Hronský (administrateur), František Hrušovský (secrétaire des départements scientifiques), Stanislav Mečiar, Jozef Cincík (tous deux secrétaires) et Koloman Geraldini, Dezider Nágel, Ján Okáľ et Jozef Kobella, les animateurs culturels qui soutiennent officiellement le régime de la République Slovaque des années 1939 – 1945. Plus tard, ils sont partis en exil jusqu’à la fin de leur vie. Leurs noms doivent être effacés non seulement de la mémoire de Matica, mais aussi de la mémoire collective de la nation. Sur la base de la décision de la Commission du Conseil national Slovaque pour l'éducation et l’instruction du 11 avril, Ján Marták reprend l'administration intérimaire de Matica Slovaque. Lors de l'Assemblée générale en août 1945 à Martin, Laco Novomeský et Juraj Hronec sont élus comme nouveaux présidents.
- 1948

Le régime communiste a nationalisé Neografia, la maison d'édition de Matica. Entre 1949 et 1953, les autorités politiques reprennent progressivement l'activité scientifique de Matica Slovaque, dissolvent la base de membres et réduisent le fonctionnement de l'institution au travail d’instruction de la nation slovaque. L'activité scientifique des départements de Matica est transférée aux départements de l’Académie des sciences et des arts Slovaques de Bratislava.
- 1954

En avril, le Conseil national slovaque adopte la loi sur la Matica Slovaque, et nationalise celle-ci, contrairement à sa mission et à son statut historiques, et la fait fusionner avec la Bibliothèque nationale. Matica Slovaque sous son enseigne doit se contenter de ne plus effectuer que les tâches liées à la bibliothèque nationale et doit limiter ses activités scientifiques aux activités purement éditoriales.
- 1958

Le régime communiste met en scène un procès contre des concepteurs préparant un ouvrage lexicographique - l'Encyclopédie nationale. Alexander Hirner, Ján Olex, Jozef Telgárský, František Oktavec, sont condamnés à de nombreuses années de prison. Dans le cadre de ce monstrueux procès, d'autres inspections politiques et des interventions politiques contre Matica Slovaque ont lieu, plusieurs employés doivent quitter leur poste; parmi eux, l'administrateur Ján Marták.
- 1959

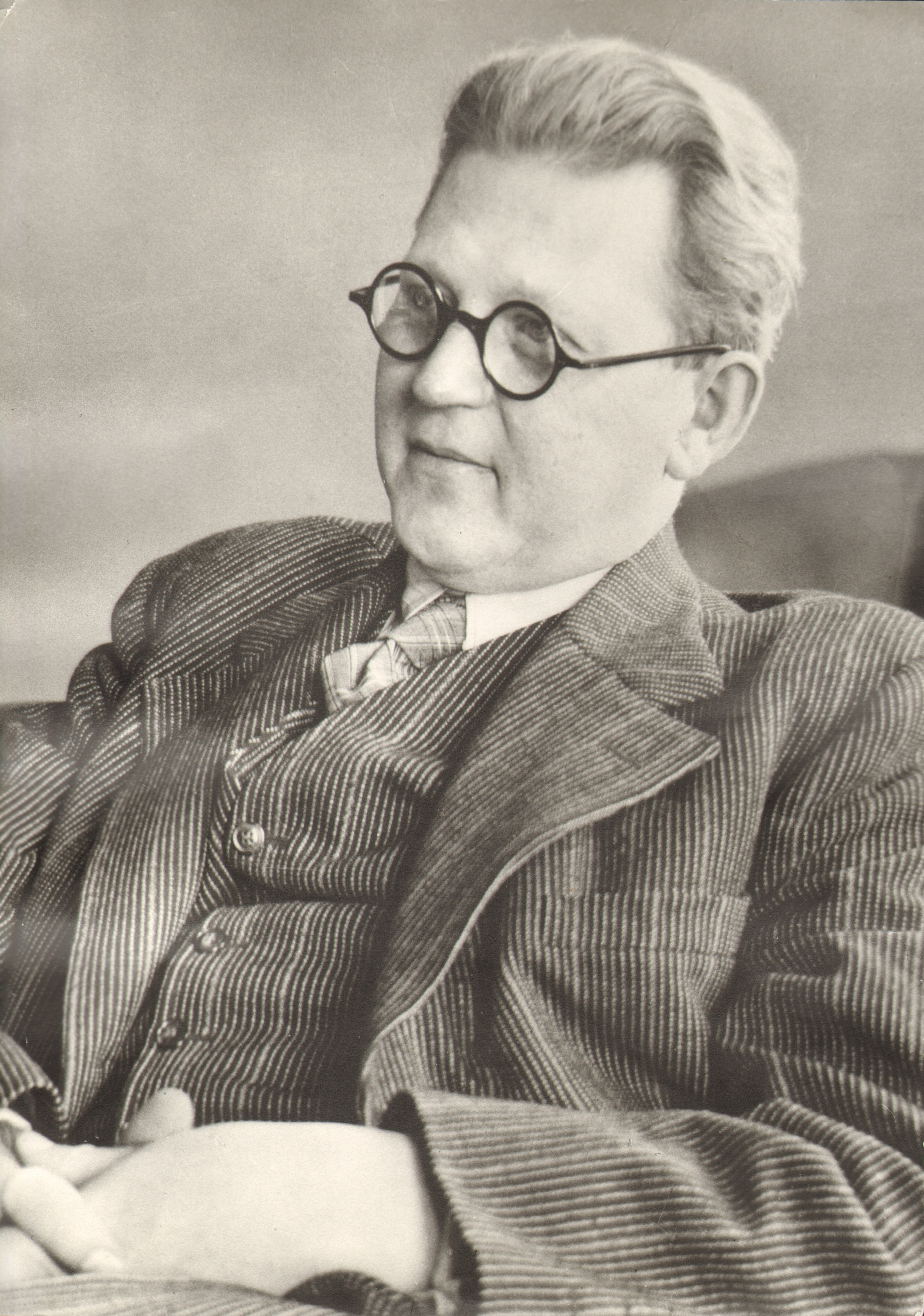
Jozef Cíger Hronský

En raison de la grave restriction de liberté imposée à Matica Slovaque dans sa propre patrie, une Matica Slovaque étrangère est créée à Buenos Aires, en Argentine; le président élu est Jozef Cíger Hronský.
- 1963

Pendant la période du "dégel" politique, Matica Slovaque célèbre le centenaire de sa fondation par de grandioses célébrations. Elle reçoit la plus haute distinction d’État, - Rad republiky - qui lui est décernée par Alexander Dubček, important représentant de l'État et du parti. Le 4 août, la première pierre du troisième bâtiment de Matica Slovaque est posée à Hostihora.
- 1968

L'assouplissement politique dans la société apporte également un espoir de relance de la mission et des activités d'origine de Matica Slovaque, y compris le renouvellement de sa base des membres et le développement de la prise en charge des Slovaques vivant à l'étranger. Ce processus prometteur ne dure que peu de temps et est stoppé le 21 août du fait de l'occupation de la République tchéco-slovaque par l'armée du Pacte de Varsovie, suivie du "processus de normalisation". Durant le soi-disant processus de "normalisation", plusieurs employés sont licenciés pour des raisons politiques (Tomáš Winkler, Ivan Kadlečík, Pavol Hrúz, Jaroslav Rezník st. et d’autres) et fonctionnaires (Imrich Sedlák).
- 1973

Le 20 décembre, le Conseil national slovaque a adopté une loi concernant Matica Slovaque, qui lui rendait en partie son statut d'il y a vingt ans. La base des membresse trouvait considérablement limitée seule une minorité de sections locales avait survécu et les activités de Matica Slovaque se sont à nouveau concentrées principalement sur la bibliothèque, la bibliographie, la biographie, la muséologie littéraire et l'archivage. De 1974 à 1990, à l'ère de la culture socialiste, le président élu de Matica Slovaque était Vladimír Mináč, romancier, publiciste et personnalité politique, qui pendant cette période a mené le développement de l'activité scientifique de Matica Slovaque.
- 1975

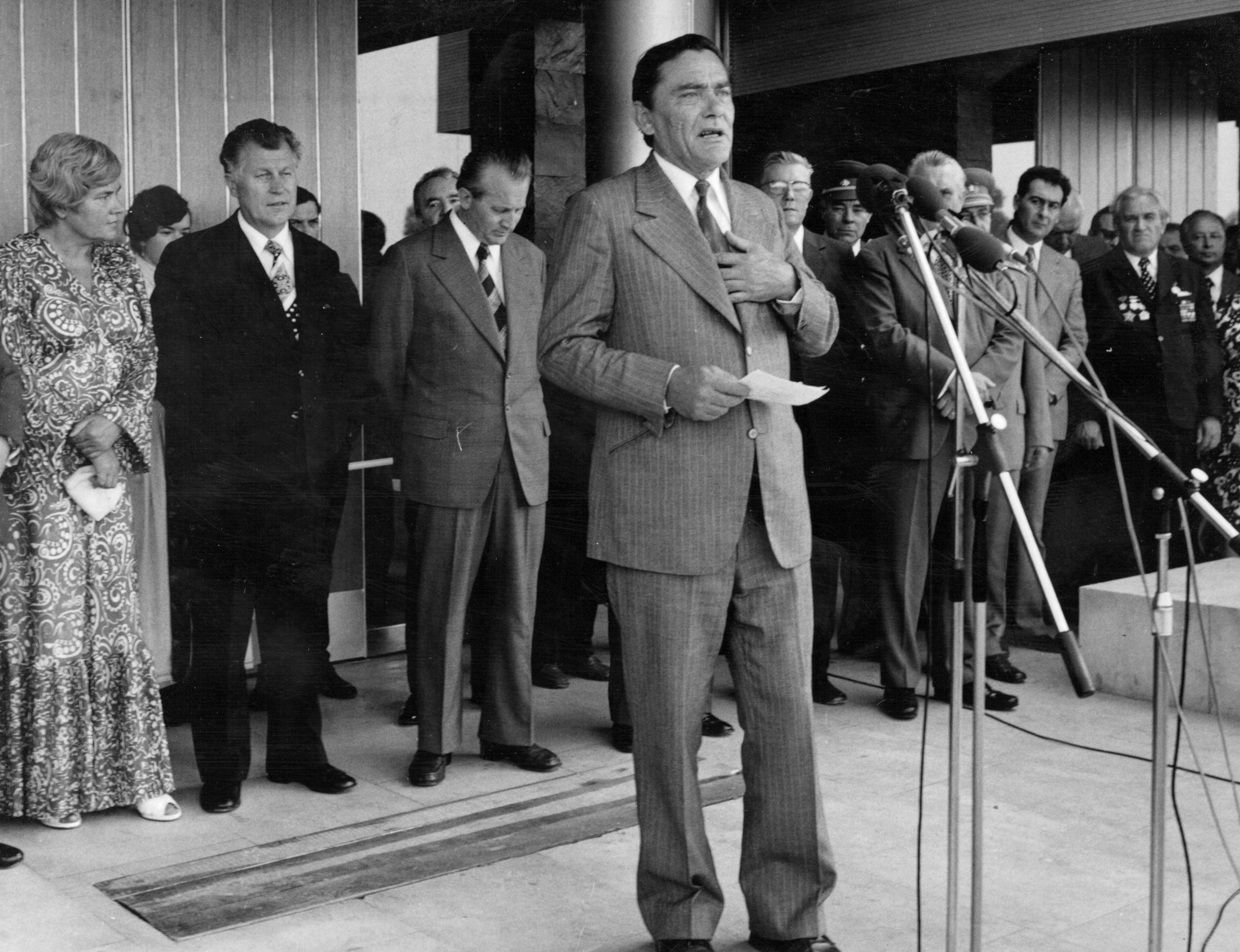
Vladimír Mináč inaugure le troisième bâtiment de Matica slovenská

Le 30 août, le troisième bâtiment majestueux de  Matica slovaque est ouvert à Hostihor. C’est l’œuvre des architectes Dušan Kuzma et Anton Cimmerman.
- 1990

Le 20 janvier, le ministre de la Culture a relevé de leurs fonctions  les membres de la  direction de Matica slovaque, dirigée par Vladimír Mináč, et a confié des fonctions provisoires à Viliam Gruska, en tant que président, et à Imrich Sedlák, en tant qu'administrateur. De nombreux anciens employés, membres et sympathisants montrent de nouveau leur intérêt pour participer à Matica. L'assemblée générale du 10 au 11 août  a relancé les activités de Matica. Jozef Markuš est élu président.
- 1991

Le 26 juillet, le Conseil national slovaque a adopté une nouvelle loi concernant Matica slovaque, permettant ainsi un passage progressif d’une institution dirigée par l’État à une institution indépendante. Matica slovaque se développe de manière significative et le réseau des lieux de travail se réorganise.
- 1992

Matica slovaque, en coopération avec le Congrès mondial des Slovaques, organise pour la première fois une rencontre des jeunes Slovaques du monde entier sous le nom officiel du Festival mondial de la jeunesse slovaque. Il se déroule du 12 au 19 juillet à Martin. Depuis, Matica slovaque  organise  ce festival tous les trois ans.
- 1993

La création de la République slovaque indépendante a été le point culminant d'une longue étape dans la lutte de  Matica slovaque pour l'identité nationale slovaque. Le programme national de Matica slovaque, conçu dans les années 1991 à 1992, se concrétise progressivement. Matica  récupère  l'imprimerie Neografia, nationalisée auparavant par le régime totalitaire, le journal Slovenské Pohľady (Regards slovaques) et quelques maisons.
- 1997

Par la loi du 13 février, adoptée par le Conseil national de la République slovaque, Matica slovaque devient une institution publique, à part ses missions historiques, elle est censée effectuer des missions définies par l'État. Le 17 juillet, Matica proclame l’année 1997 pour l'Année mondiale des Slovaques à Martin.
- 2000

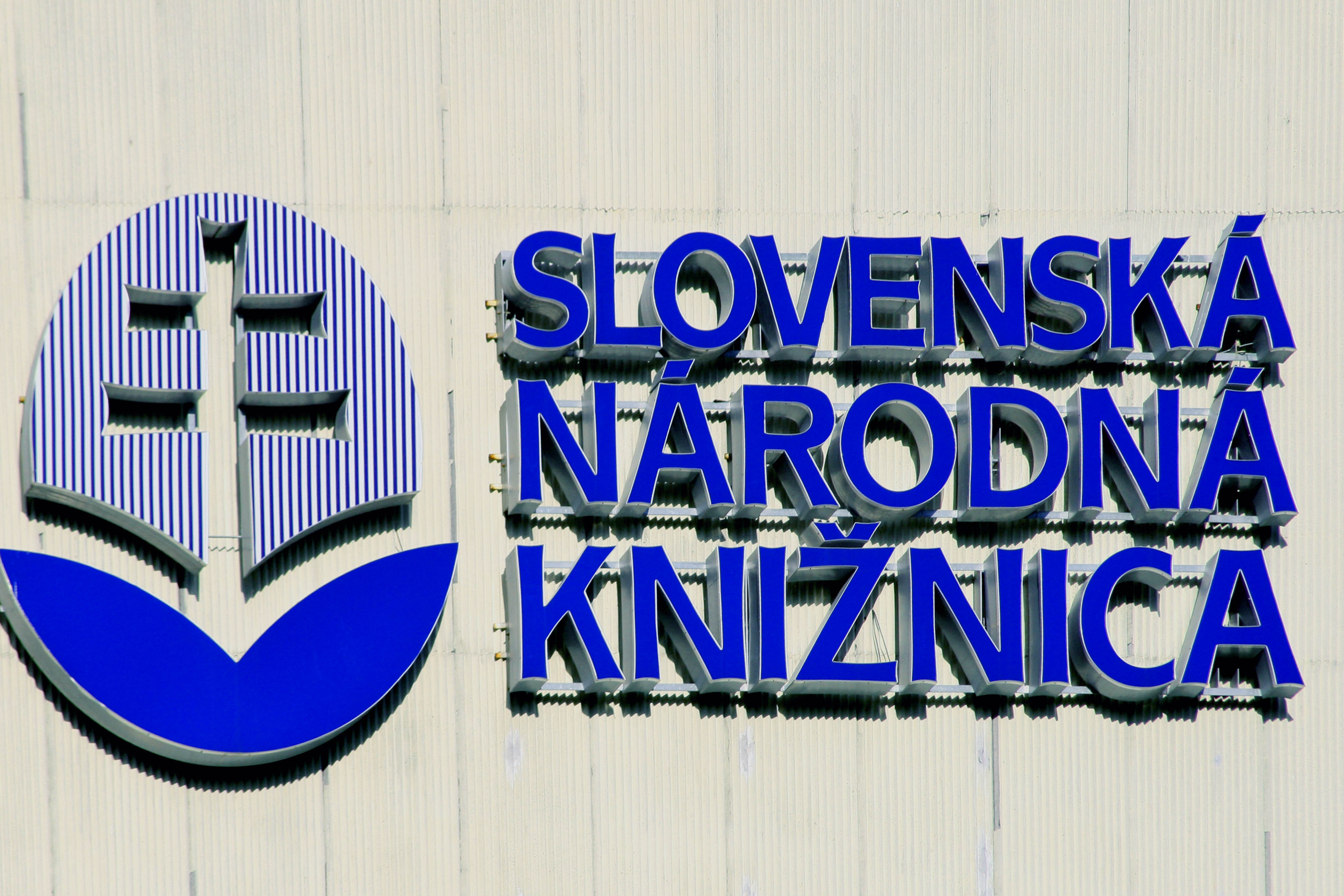
Le bâtiment de la Bibliothèque nationale slovaque appartenait à l'origine à Matica slovenska

Le Conseil national de la République slovaque a approuvé la loi No. 183/2000 sur les bibliothèques, qui a été préparée par le ministre de la Culture de l'époque, Milan Kňažko, sans la participation de Matica slovaque. Cette nouvelle disposition a porté préjudice aux activités de Matica slovaque. Celle-ci a dû quitter le siège à Hostihor, de même que le premier bâtiment historique - tous deux passent sous l’autorité de la Bibliothèque nationale slovaque.
- 2001

Du 16 au 17 novembre, se déroule à Martin l'Assemblée générale de Matica slovaque, dans une ambiance difficile, marquée par l'adoption de la loi sur les bibliothèques, qui a exclu la Bibliothèque nationale slovaque de la propriété de Matica.
- 2004

L'Assemblée générale de Matica slovaque à Spišská Nová Ves adopte le programme pour la période 2004-2007 avec les prévisions jusqu’au 2010, ainsi que le Mémorandum des Slovaques dans le pays et dans le monde.
- 2007

Matica slovaque organise le 1er Congrès européen des Maticas des nations slaves, auquel participent des représentants de tous les pays où opèrent des Maticas (République tchèque, Croatie, Allemagne, Slovénie, Serbie, Ukraine).
- 2008

Historiquement, la première réunion du gouvernement de la République slovaque avec la participation des plus hauts fonctionnaires d’État, ainsi que celle du président de  Matica slovaque se tient le 2 janvier, à l'occasion du 15e anniversaire de la création de la République slovaque, au siège de Matica, rue Pavla Mudroňa, à Martin.
- 2009

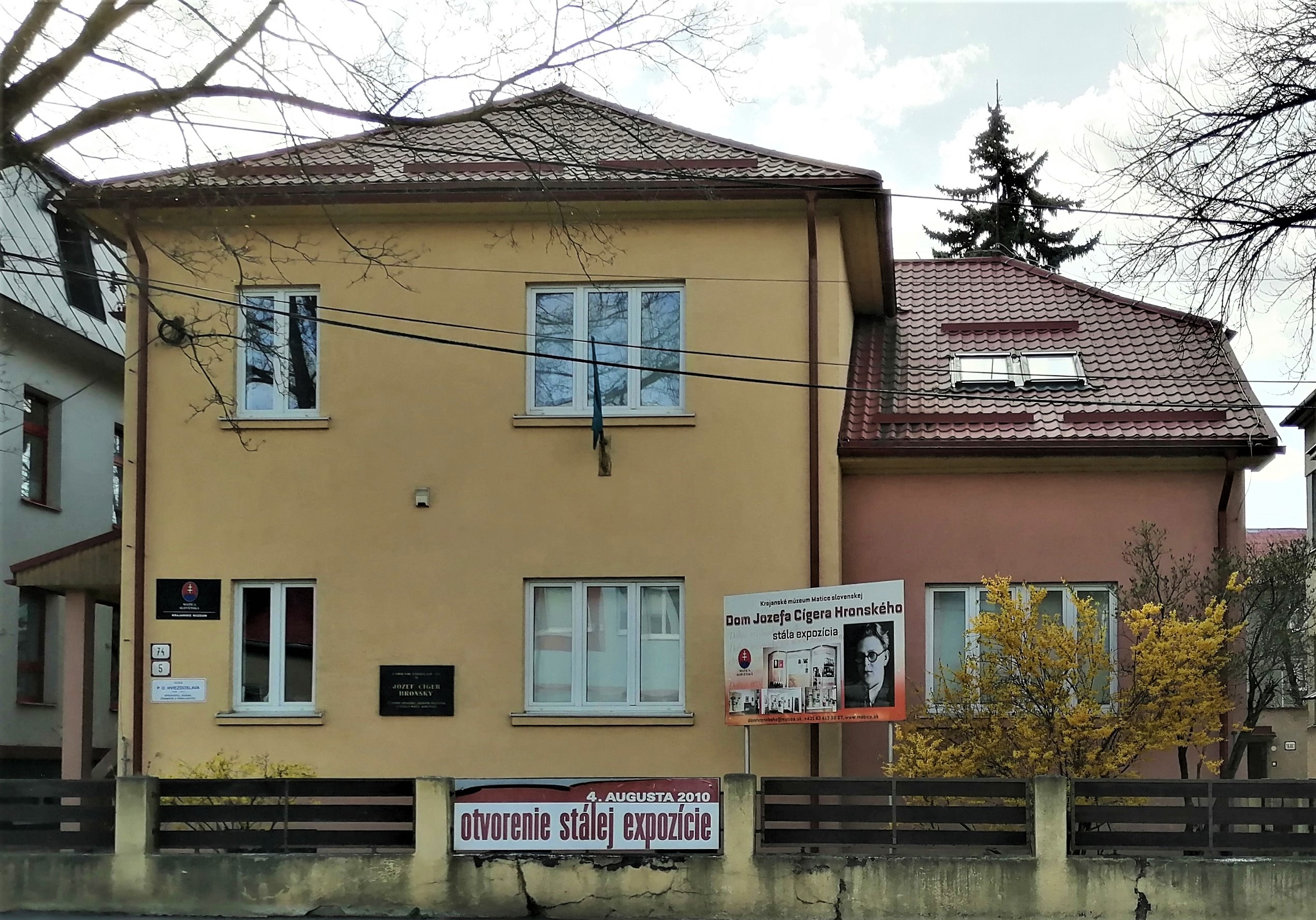
La maison de Jozef Cíger Hronský à Martin

Dans le cadre des festivités de Matica slovaque à Martin pour célébrer le  50e anniversaire de la création de Matica slovaque étrangère et le 50e anniversaire de la mort de Jozef Cíger Hronský, annonce l’année Jozef Cíger Hronský, d’août 2009 à juillet 2010.
- 2010

Matica slovaque, en coopération avec la région autonome de Nitra, la ville de Nitra, ainsi que d'autres villes et municipalités, organise le 11e Festival mondial de la jeunesse slovaque, du 1er au 5 juillet. En novembre, l'Assemblée générale de Matica slovaque à Martin élit son nouveau président, en la personne de Marián Tkáč, qui succède ainsi à Jozef Markuš après une présidence controversée de vingt ans.
- 2013

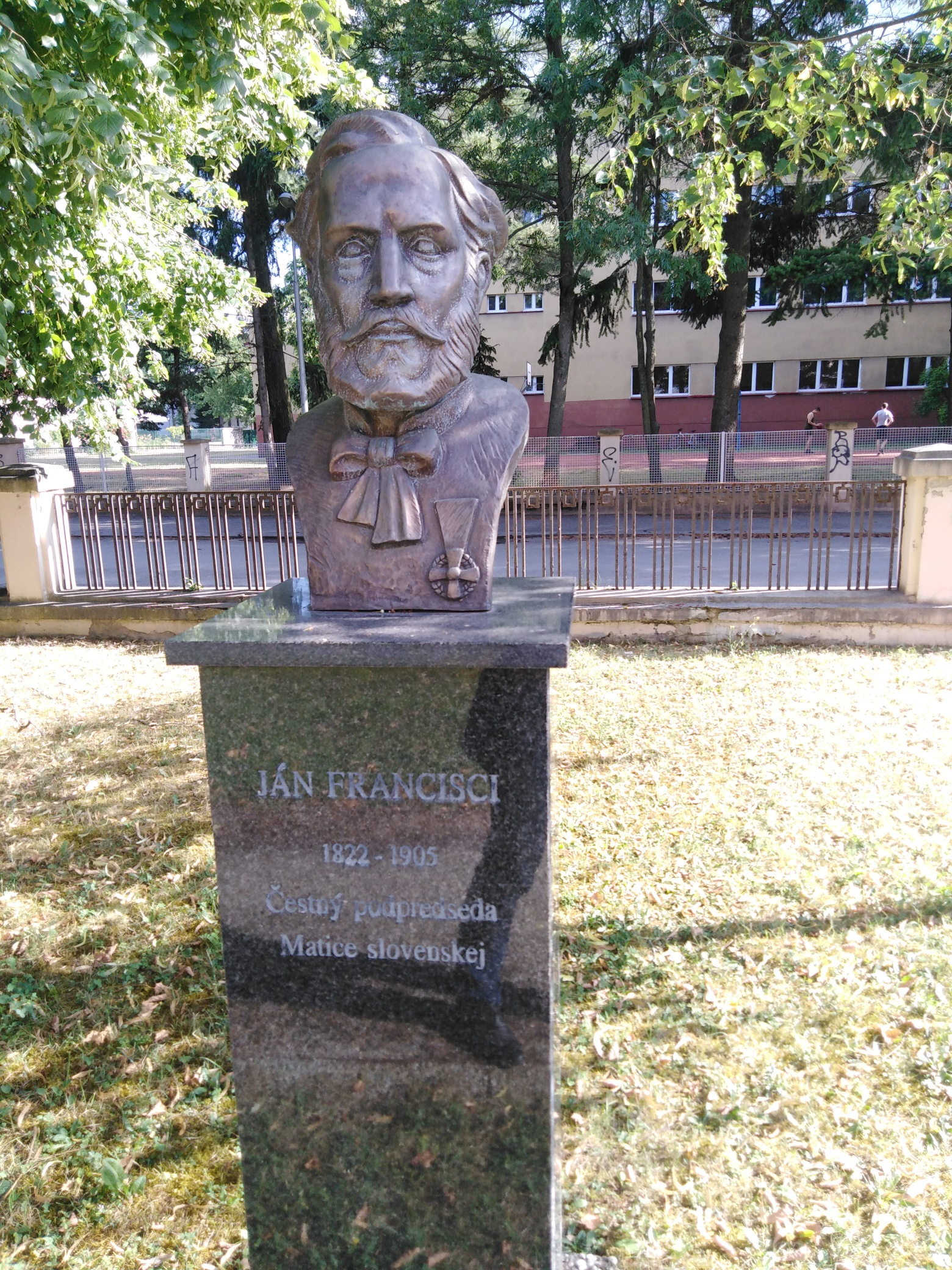
Buste de Ján Francisci dans l'allée des éveilleurs nationaux

Le 2e Congrès européen de Matica des nations slaves se tient à Martin le 1er août 2013. Il réunit des représentants  de Matica slovaque, et celles de Silésie (sliezska), de Slovénie (slovinska), de Bunjevac (bunjevacka), de Tchéquie (česká), de Monténégro (čiernohorska), de Serbie (srbska), de Lusace et Serbie d’Allemagne (lužicko-srbská), de Transcarpatie, de l'Union des Slovaques de Croatie, du Forum des cultures slaves de Slovénie. Le mémorandum du Congrès a déclaré : Nous intensifierons nos activités culturelles dans le cadre des cultures nationales et respecterons les valeurs des cultures minoritaires et régionales, car les ignorer porterait atteinte à la richesse et à la diversité de l'esprit humain qui protègent les cultures et les langues, dans tous leurs aspects. La fête nationale de Matica a eu lieu à Martin du 1er au 4 août, concomitante avec les célébrations du 150e anniversaire de la fondation de la Matica slovaque. Le point culminant de la deuxième journée a été la cérémonie d'ouverture du parc des Saints Cyrille et Méthode dans le complexe du siège Matica, pendant laquelle ont été dévoilés la sculpture des Saints Cyrille et Méthode, ainsi que les bustes de Štefan Moyses, Karol Kuzmány et Ján Francisci.
- 2015

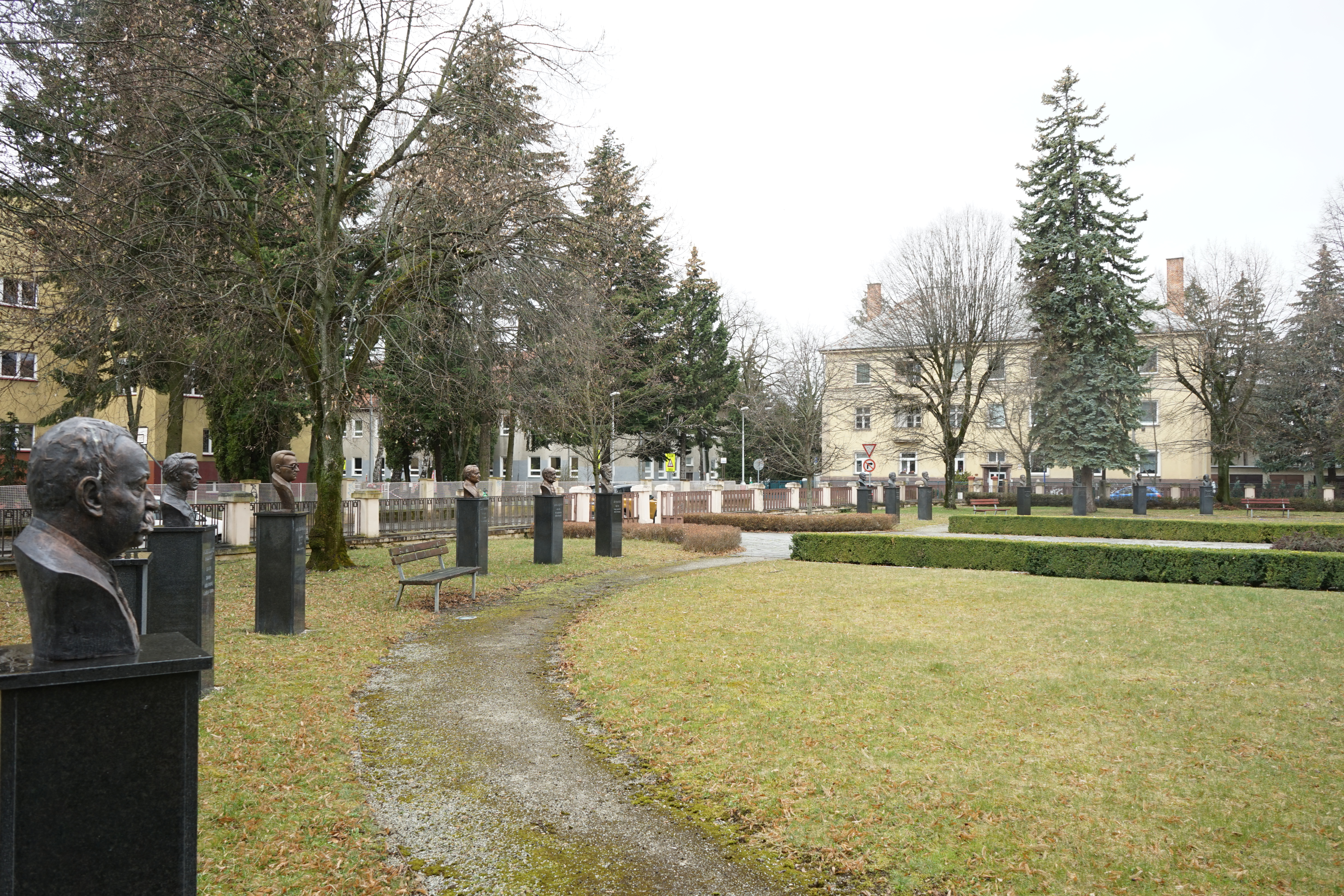
Parc des Saints Cyrille et Méthode

Dans le cadre de l'année Ľudovít Štúr, Matica slovaque organise 86 événements en Slovaquie consacrés à ce grand patriote, dont trois conférences scientifiques.
- 2017

En novembre, l'Assemblée générale de Matica slovaque à LiptovskýMikuláš a élu Marián Gešper, le plus jeune président de l’Histoire de l’institution, et cette élection marque le début d’un processus, l'arrivée d’une nouvelle  génération de jeunes représentants de Matica.
- 2018

Matica slovaque a déclaré 2018 Année de l'État slovaque. Elle a présenté au public le chemin historique des Slovaques vers une République slovaque indépendante et démocratique  et a célébré les anniversaires de personnalités et d'événements sans lesquels les Slovaques n’auraient pas pu se constituer en nation émancipée et indépendante, ayant son propre État. Matica slovaque a organisé une série d'événements thématiques pour célébrer le 100e anniversaire de la signature de la Déclaration de la nation slovaque et de la création de la première République tchéco-slovaque en 1918. Pour le mouvement de Matica, une nouvelle revue est fondée, La Voix de Matica (Hlas Matice). Cette création répond à l'une des exigences exprimées de longue date par les syndicats locaux et la base des membres de  Matica.
- 2019

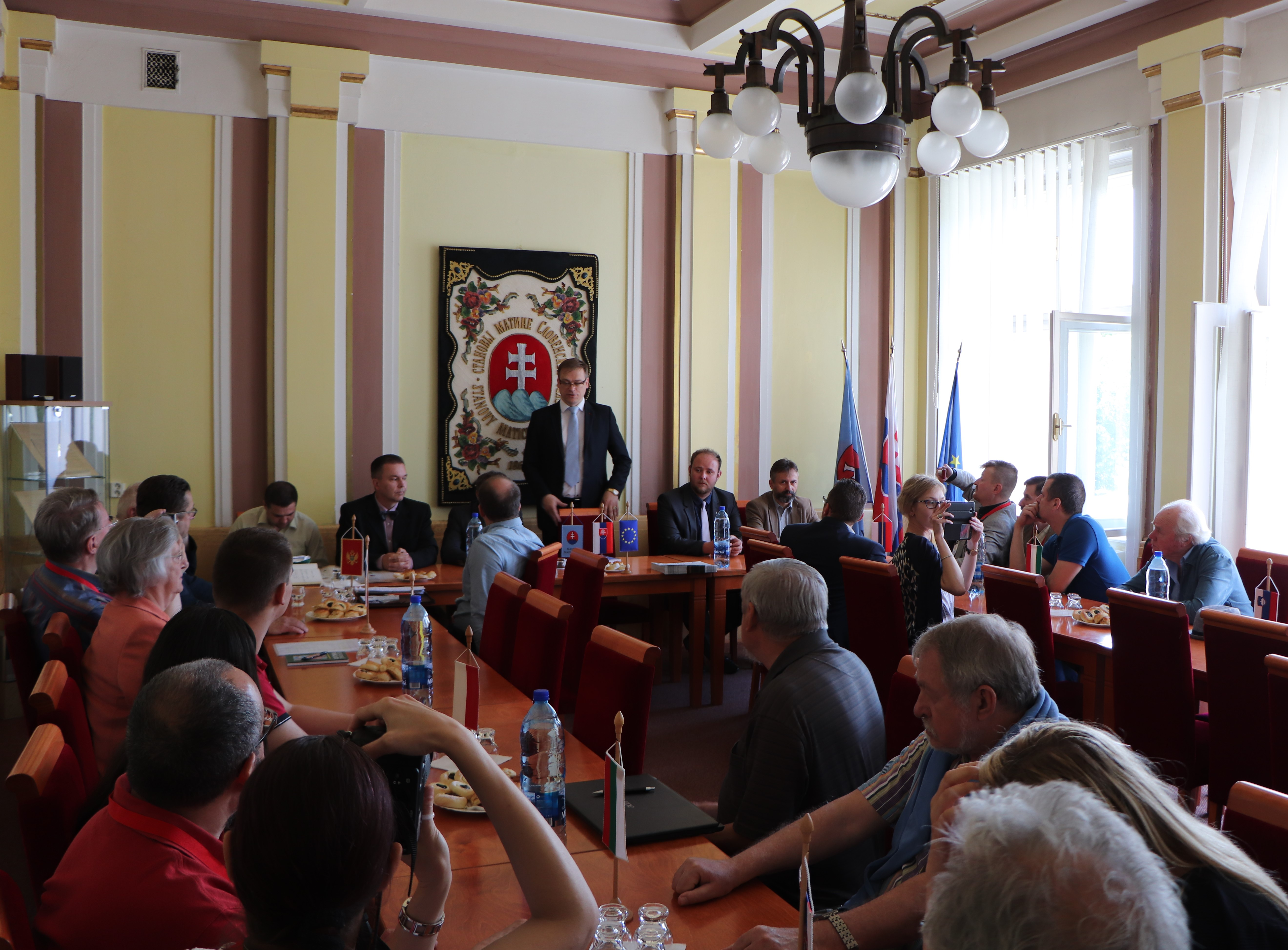
Congrès de l'Institution des Nations Slaves en 2019

Matica slovaque a mis en lumière un siècle de renouvellement de ses activités. À cette occasion, elle s'est concentrée d’une part sur la recherche scientifique de la croissance de sa base des membres et d’autre part sur les premiers syndicats locaux historiquement fondés en 1919 à Martin, Liptovský Mikuláš, Ružomberok, Košice, Trenčín, Zvolen, Brezno, Banská Bystrica et Oujhorod. Le 4e Congrès des Matica et des Institutions des Nations Slaves s'est tenu à Martin du 5 au 6 juin (le 3e Congrès des Maticas Slaves avait eu lieu en Slovénie le 4 février 2014). Cette année apporté une nouveauté: la participation a été élargie à d'autres organisations scientifiques et sociales chargées de la culture et des sciences. Les participants ont approuvé la déclaration : Face aux processus en cours de mondialisation, de libéralisation, d’information, d’Internet, de cyber-technologies et de cyber-guerres, de l’époque postindustrielle et  postmoderne, les Maticas slaves et les institutions culturelles des nations slaves doivent continuer à promouvoir et à diffuser les valeurs conservatrices traditionnelles, surtout le christianisme et le patriotisme. En particulier, dans l'environnement slave et européen, nous voulons préserver la tradition des Saints Cyrille et Méthode, aider à affirmer l'identité slave et patriotique et la conscience historique. Le 12 octobre, 364 délégués se sont réunis au cours du Congrès de Matica slovaque à Liptovský Mikuláš. Lors de l'Assemblée, les délégués ont accepté les statuts actualisés de Matica slovaque et se sont mis d’accord sur le programme de Matica pour les années 2019 à 2021 et sur les projets à l’horizon des années 2025 et suivantes.
- 2020

Avec pour objectif de soutenir et diffuser l’identité nationale slovaque et de développer l’État slovaque, Matica slovaque a déclaré 2020 : Année de l'identité nationale. Les deux premiers numéros de la nouvelle revue professionnelle Matica slovaque: Slovaquie - Spectrum national ont été publiés. La revue paraît deux fois par an. Au siège de l'institution, la bibliothèque de Matica slovaque a été renouvelée et son développement systématique a débuté. Après les dernières élections législatives en mars 2020 malgré toutes les démarches positives qui ont été entreprises par la nouvelle direction de Matica slovaque sous la présidence de Marián Gešper depuis 2017, les médias, les ministères et les administrations méprisent l’institution. Ces tendances et interventions politiquement et idéologiquement motivées contre le conservatisme, les idéaux nationaux et chrétiens, que représente le mouvement de Matica, ont pour conséquence l'adoption d’un soutien financier étatique en baisse pour 2021, descendu à un niveau  historiquement le plus bas.
- 2021

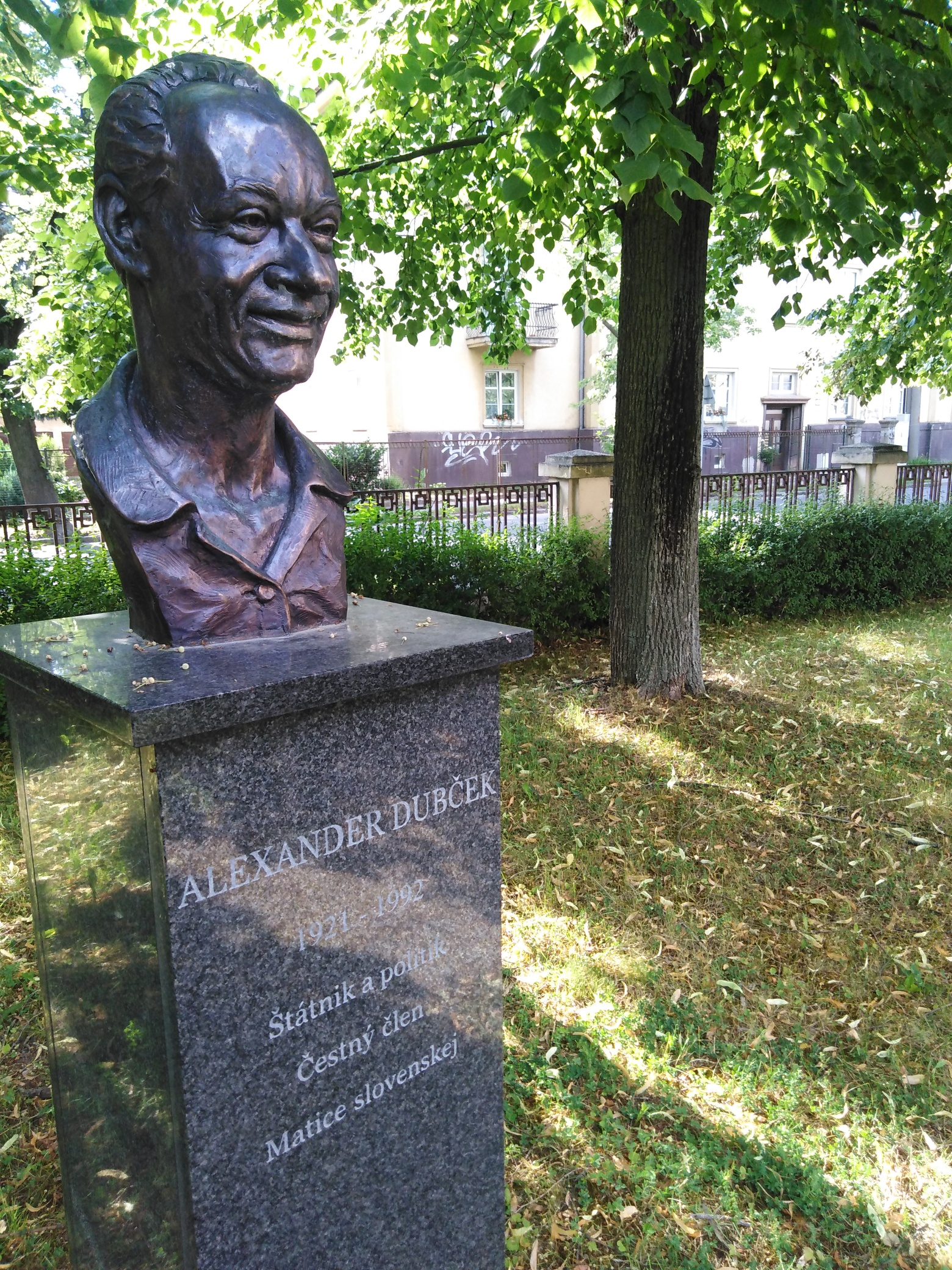
Buste d'Alexander Dubček dans Alley of National Awakeners

Slovak Matica a déclaré 2021 comme l'année d'Alexander Dubček et a dévoilé un buste de lui dans l'allée des éveilleurs nationaux à Martin.
Marián Gešper, qui a obtenu 213 voix, redevient le président nouvellement élu, tandis que Štefan Martinkovič a obtenu 88 voix.
En 2021, outre Alexander Dubček, il a également célébré le centenaire de la naissance de Štefan Boleslav Roman, industriel canadien et premier président du Congrès mondial des Slovaques, à qui il a dévoilé le premier buste historiquement en Slovaquie, et le 190e anniversaire du soulèvement paysan slovaque oriental a été célébré par Slovak Matica avec une série d'événements et d'activités dans toute la Slovaquie.
Slovak Matica a célébré le 160e anniversaire de l'adoption de l'important document émancipateur et politique, le Mémorandum de la Nation slovaque.
- 2022

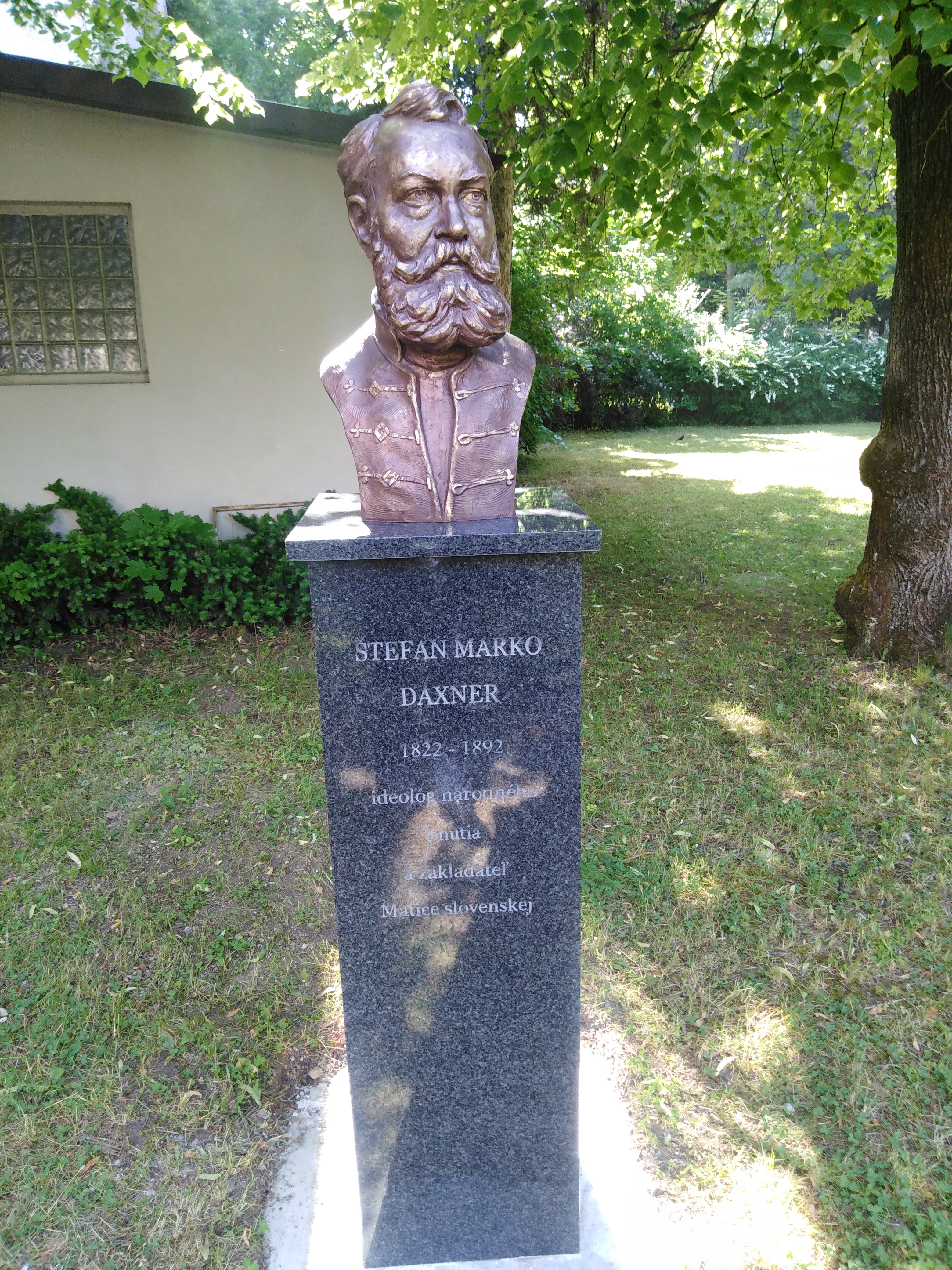
Buste de Štefan Marko Daxner dans The Alley of National Awakeners, Martin, Slovaquie

La Matica slovaque a déclaré 2022 ANNÉE DE L'HÉRITAGE DU GRUOP DE ŠTÚR et à cette occasion a préparé et participé à une série d'événements culturels, éducatifs et touristiques, vernissages et expositions, conférences scientifiques, dévoilement de salles commémoratives, plaques commémoratives, bustes, publication d'articles scientifiques et de vulgarisation scientifique, de brochures de vulgarisation scientifique ainsi que la préparation de films documentaires,,,,. Un buste de Štefan Marko Daxner a été dévoilé dans l'allée des éveilleurs nationaux à Martin.
En 2022, la Bibliothèque de la Matica slovaque a été agrandie.
Slovak Matica a reçu un certificat officiel de compétence pour la recherche et le développement, décerné par le ministère de l'Éducation, des Sciences, de la Recherche et des Sports de la République slovaque.
- 2023

Matica Slovenská commémore aujourd'hui les 160 ans de sa fondation. Matica Slovenská est la plus ancienne organisation culturelle et scientifique nationale Slovaque. L'Assemblée Cérémoniale de Matica Slovenská a eu lieu, au cours de laquelle le Programme de Matica Slovenská a été approuvé et les Statuts de Matica Slovenská ont été mis à jour.
- 2024

Le président Peter Pellegrini a rendu visite à Matica Slovenská et l'a félicité. Matica Slovenská a dédié la plus haute distinction décernée aux personnalités de la culture slovaque à Štefan Kvietik, Dalimír Hajko et Jozef Liekert. En 2024, le 80e anniversaire du soulèvement national slovaque a également été commémoré - avec un théâtre, une exposition d'œuvres d'art au ministère de la Culture de la République slovaque et le livre COMBATTEZ POUR NOTRE LIBERTÉ. Ils ont également commémoré le 120e anniversaire de Ladislav Novomeský, et Ivan Horváth (bustes, conférences, films, théâtre), le 150e anniversaire de Jozef Gregor-Tajovský (film), le centenaire de Ladislav Ťažký, la fondation de la Tchécoslovaquie.
- 2025

En 2025, Matice slovenská a décerné un prix à Petar Jaroš. Avec la participation du ministre des Affaires étrangères Juraj Blanár, elle a également commémoré le Mémorandum de la nation slovaque. Matice slovenská a participé à des visites officielles en Serbie, en Slovénie et auprès des Serbes de Lusace.

## Présidents de Matica slovaque
- 1863-1869: Štefan Moyses (* 1797 – † 1869)
- 1870-1875: Jozef Kozáček (* 1807 – † 1877)
- À partir de l’année 1919 quatre présidents étaient à la tête de Matica Slovenska:
- 1922-1930: Matúš Dula (* 1856 – † 1930)
- 1922-1930: Pavol Országh Hviezdoslav (* 1856 – † 1930)
- 1922-1930: František Richard Osvald (* 1856 – † 1930)
- 1922-1930: Vavro Šrobár (* 1856 – † 1930)
- 1922-1930: Jur Janoška (* 1856 – † 1930)
- 1926-1943: Marián Blaha (* 1869 – † 1943)
- 1931-1939: Ján Vanovič (* 1856 – † 1942)
- 1931-1949: Jozef Országh (* 1883 – † 1949)
- 1945-1954: Jur Hronec (* 1881 – † 1959)
- 1945 – 1950 et 1968 – 1974 président, 1974 – 1976 président d’honneur: Laco Novomeský (* 1904 - † 1976)
- Depuis 1968 un seul président est à la tête de Matica Slovenska:
- 1974-1990: Vladimír Mináč (* 1922 – † 1996)
- 1990: Viliam Ján Gruska (* 1936 – † 2019)
- 1990-2010: Jozef Markuš (* 1944)
- 2010-2017: Marián Tkáč (* 1949)
- depuis 2017: Marián Gešper (* 1980)

## Ouvrages sur Matica slovaque
- GEGUŠ, Ivan – KOVAČKA, Miloš (eds.). De la volonté du peuple elle se lève: sur les événements de l’année 1968, année de mémoire dans la vie de Matica slovaque (Z vôle ľudu obnovená: o udalostiach roku 1968, pamätného roku v živote Matice slovenskej) Martin : Matica slovaque, 1969. 200 s.
- WINKLER, Tomáš – ELIÁŠ, Michal et collectif. Matica slovaque : l’Histoire et le présent Matica slovenská: dejiny a prítomnosť, Bratislava: Matica slovaque, 2003. 495 s.  (ISBN 80-7090-694-4).
- ELIÁŠ, Michal – HAVIAR, Štefan. Livre d’or de Matica slovaque (Zlatá kniha Matice slovenskej), Martin: Matica slovaque, 2008. 105 pages.  (ISBN 978-80-7090-875-4).
- GEŠPER, Marián – PARENIČKA, Pavol. Présidents de Matica slovaque (Predsedovia Matice slovenskej) 1863 – 2019. Martin: Matica slovaque, 2019. 167 pages,  (ISBN 978-80-8128-240-9).
- MADURA, Pavol. Le deuxième bâtiment de Matica slovaque: de l’idée au temps présent (Druhá budova Matice slovenskej: od myšlienky po súčasnosť), Martin : Matica slovaque, 2019. 176 pages,  (ISBN 978-80-8128-227-0).